# 2013 NBA Playoffs
2013 NBA Playoffs – pozasezonowe rozgrywki ligi NBA 2013. Rozgrywki rozpoczęły się 20 kwietnia, a zakończyły 20 czerwca.
Tytuł mistrzowski obroniła drużyna Miami Heat, która w siódmym spotkaniu finału pokonała San Antonio Spurs. Tytuł MVP finałów tak jak w poprzednim sezonie został LeBron James. 
Drużyna Miami Heat z bilansem 66 zwycięstw zajęła pierwsze miejsce w Konferencji Wschodniej, a ich przeciwnicy z finału Playoff 2012 ekipa Oklahoma City Thunder była z 60 zwycięstwami najlepsza w Konferencji Zachodniej. Jest to pierwszy przypadek od 2006 roku, w którym uczestnicy finału NBA z poprzedniego sezonu okazali się najlepsi w swoich konferencjach.
New York Knicks zwyciężyli w Dywizji Atlantyckiej po raz pierwszy od 1994 roku. Indiana Pacers wygrała Dywizję Centralną po raz pierwszy od 2004 roku, a drużyna Los Angeles Clippers okazała się po raz pierwszy w historii najlepsza w Dywizji Pacyfiku kończąc sezon zasadniczy z 56 zwycięstwami.
Brooklyn Nets i Golden State Warriors występują w playoff po raz pierwszy od 2007 roku. Milwaukee Bucks pojawiają się pierwszy raz od 2010 roku i są pierwszym zespołem w playoff, który w ciągu ostatnich dwóch lat kończy sezon zasadniczy z ujemnym bilansem spotkań. Dallas Mavericks nie awansowali do fazy playoff po raz pierwszy od 12 lat, a Orlando Magic po raz pierwszy od 2006 roku.

## Zakwalifikowane drużyny

### Konferencja Wschodnia
| Lp. | Drużyna         | Sezon zasadniczy |
| --- | --------------- | ---------------- |
| 1   | Miami Heat      | 66–16            |
| 2   | New York Knicks | 54–28            |
| 3   | Indiana Pacers  | 49–32*           |
| 4   | Brooklyn Nets   | 49–33            |
| 5   | Chicago Bulls   | 45–37            |
| 6   | Atlanta Hawks   | 44–38            |
| 7   | Boston Celtics  | 41–40*           |
| 8   | Milwaukee Bucks | 38–44            |

*= W wyniku zamachu podczas maratonu w Bostonie, NBA odwołała mecz pomiędzy Boston Celtics, a Indiana Pacers. Mecz nie został przełożony, ponieważ nie miał wpływu na kolejność występów w fazie playoff.

### Konferencja Zachodnia
| Lp. | Drużyna               | Sezon zasadniczy |
| --- | --------------------- | ---------------- |
| 1   | Oklahoma City Thunder | 60–22            |
| 2   | San Antonio Spurs     | 58–24            |
| 3   | Denver Nuggets        | 57–25            |
| 4   | Los Angeles Clippers  | 56–26            |
| 5   | Memphis Grizzlies     | 56–26            |
| 6   | Golden State Warriors | 47–35            |
| 7   | Los Angeles Lakers    | 45–37            |
| 8   | Houston Rockets       | 45–37            |

## Drabinka rozgrywek
|  |                          |                          |                          |                       |   |                       |                       |                       |  |  |                    |                    |                    |  |  |           |           |           |
|  | Ćwierćfinały Konferencji | Ćwierćfinały Konferencji | Ćwierćfinały Konferencji |                       |   | Półfinały Konferencji | Półfinały Konferencji | Półfinały Konferencji |  |  | Finały Konferencji | Finały Konferencji | Finały Konferencji |  |  | Finał NBA | Finał NBA | Finał NBA |
|  | Ćwierćfinały Konferencji | Ćwierćfinały Konferencji | Ćwierćfinały Konferencji |                       |   | Półfinały Konferencji | Półfinały Konferencji | Półfinały Konferencji |  |  | Finały Konferencji | Finały Konferencji | Finały Konferencji |  |  | Finał NBA | Finał NBA | Finał NBA |
|  |                          |                          |                          |                       |   |                       |                       |                       |  |  |                    |                    |                    |  |  |           |           |           |
|  |                          |                          |                          |                       |   |                       |                       |                       |  |  |                    |                    |                    |  |  |           |           |           |
|  | 1                        | Miami Heat               | 4                        |                       |   |                       |                       |                       |  |  |                    |                    |                    |  |  |           |           |           |
|  | 1                        | Miami Heat               | 4                        |                       |   |                       |                       |                       |  |  |                    |                    |                    |  |  |           |           |           |
|  | 8                        | Milwaukee Bucks          | 0                        |                       |   |                       |                       |                       |  |  |                    |                    |                    |  |  |           |           |           |
|  | 8                        | Milwaukee Bucks          | 0                        |                       |   | 1                     | Miami Heat            | 4                     |  |  |                    |                    |                    |  |  |           |           |           |
|  |                          |                          |                          |                       |   | 1                     | Miami Heat            | 4                     |  |  |                    |                    |                    |  |  |           |           |           |
|  |                          |                          | 5                        | Chicago Bulls         | 1 |                       |                       |                       |  |  |                    |                    |                    |  |  |           |           |           |
|  | 4                        | Brooklyn Nets            | 5                        | Chicago Bulls         | 1 | 3                     |                       |                       |  |  |                    |                    |                    |  |  |           |           |           |
|  | 4                        | Brooklyn Nets            |                          |                       |   |                       |                       |                       |  |  |                    |                    |                    |  |  |           |           |           |
|  | 5                        | Chicago Bulls            | 4                        |                       |   |                       |                       |                       |  |  |                    |                    |                    |  |  |           |           |           |
|  | 5                        | Chicago Bulls            | 4                        |                       |   | 1                     | Miami Heat            | 4                     |  |  |                    |                    |                    |  |  |           |           |           |
|  |                          |                          |                          |                       |   |                       |                       |                       |  |  |                    |                    |                    |  |  |           |           |           |
|  |                          |                          | 3                        | Indiana Pacers        | 3 |                       |                       |                       |  |  |                    |                    |                    |  |  |           |           |           |
|  | 2                        | New York Knicks          | 3                        | Indiana Pacers        | 3 | 4                     |                       |                       |  |  |                    |                    |                    |  |  |           |           |           |
|  | 2                        | New York Knicks          |                          |                       |   |                       |                       |                       |  |  |                    |                    |                    |  |  |           |           |           |
|  | 7                        | Boston Celtics           | 2                        |                       |   |                       |                       |                       |  |  |                    |                    |                    |  |  |           |           |           |
|  | 7                        | Boston Celtics           | 2                        |                       |   | 2                     | New York Knicks       | 2                     |  |  |                    |                    |                    |  |  |           |           |           |
|  |                          |                          |                          |                       |   | 2                     | New York Knicks       | 2                     |  |  |                    |                    |                    |  |  |           |           |           |
|  |                          |                          | 3                        | Indiana Pacers        | 4 |                       |                       |                       |  |  |                    |                    |                    |  |  |           |           |           |
|  | 3                        | Indiana Pacers           | 3                        | Indiana Pacers        | 4 | 4                     |                       |                       |  |  |                    |                    |                    |  |  |           |           |           |
|  | 3                        | Indiana Pacers           |                          |                       |   |                       |                       |                       |  |  |                    |                    |                    |  |  |           |           |           |
|  | 6                        | Atlanta Hawks            | 2                        |                       |   |                       |                       |                       |  |  |                    |                    |                    |  |  |           |           |           |
|  | 6                        | Atlanta Hawks            | 2                        |                       |   | W1                    | Miami Heat            | 4                     |  |  |                    |                    |                    |  |  |           |           |           |
|  |                          |                          |                          |                       |   |                       |                       |                       |  |  |                    |                    |                    |  |  |           |           |           |
|  |                          |                          | Z2                       | San Antonio Spurs     | 3 |                       |                       |                       |  |  |                    |                    |                    |  |  |           |           |           |
|  | 1                        | Oklahoma City Thunder    | Z2                       | San Antonio Spurs     | 3 | 4                     |                       |                       |  |  |                    |                    |                    |  |  |           |           |           |
|  | 1                        | Oklahoma City Thunder    |                          |                       |   |                       |                       |                       |  |  |                    |                    |                    |  |  |           |           |           |
|  | 8                        | Houston Rockets          | 2                        |                       |   |                       |                       |                       |  |  |                    |                    |                    |  |  |           |           |           |
|  | 8                        | Houston Rockets          | 2                        |                       |   | 1                     | Oklahoma City Thunder | 1                     |  |  |                    |                    |                    |  |  |           |           |           |
|  |                          |                          |                          |                       |   | 1                     | Oklahoma City Thunder | 1                     |  |  |                    |                    |                    |  |  |           |           |           |
|  |                          |                          | 5                        | Memphis Grizzlies     | 4 |                       |                       |                       |  |  |                    |                    |                    |  |  |           |           |           |
|  | 4                        | Los Angeles Clippers     | 5                        | Memphis Grizzlies     | 4 | 2                     |                       |                       |  |  |                    |                    |                    |  |  |           |           |           |
|  | 4                        | Los Angeles Clippers     |                          |                       |   |                       |                       |                       |  |  |                    |                    |                    |  |  |           |           |           |
|  | 5                        | Memphis Grizzlies        | 4                        |                       |   |                       |                       |                       |  |  |                    |                    |                    |  |  |           |           |           |
|  | 5                        | Memphis Grizzlies        | 4                        |                       |   | 5                     | Memphis Grizzlies     | 0                     |  |  |                    |                    |                    |  |  |           |           |           |
|  |                          |                          |                          |                       |   |                       |                       |                       |  |  |                    |                    |                    |  |  |           |           |           |
|  |                          |                          | 2                        | San Antonio Spurs     | 4 |                       |                       |                       |  |  |                    |                    |                    |  |  |           |           |           |
|  | 2                        | San Antonio Spurs        | 2                        | San Antonio Spurs     | 4 | 4                     |                       |                       |  |  |                    |                    |                    |  |  |           |           |           |
|  | 2                        | San Antonio Spurs        |                          |                       |   |                       |                       |                       |  |  |                    |                    |                    |  |  |           |           |           |
|  | 7                        | Los Angeles Lakers       | 0                        |                       |   |                       |                       |                       |  |  |                    |                    |                    |  |  |           |           |           |
|  | 7                        | Los Angeles Lakers       | 0                        |                       |   | 2                     | San Antonio Spurs     | 4                     |  |  |                    |                    |                    |  |  |           |           |           |
|  |                          |                          |                          |                       |   | 2                     | San Antonio Spurs     | 4                     |  |  |                    |                    |                    |  |  |           |           |           |
|  |                          |                          | 6                        | Golden State Warriors | 2 |                       |                       |                       |  |  |                    |                    |                    |  |  |           |           |           |
|  | 3                        | Denver Nuggets           | 6                        | Golden State Warriors | 2 | 2                     |                       |                       |  |  |                    |                    |                    |  |  |           |           |           |
|  | 3                        | Denver Nuggets           |                          |                       |   |                       |                       |                       |  |  |                    |                    |                    |  |  |           |           |           |
|  | 6                        | Golden State Warriors    | 4                        |                       |   |                       |                       |                       |  |  |                    |                    |                    |  |  |           |           |           |
|  | 6                        | Golden State Warriors    | 4                        |                       |   |                       |                       |                       |  |  |                    |                    |                    |  |  |           |           |           |
|  |                          |                          |                          |                       |   |                       |                       |                       |  |  |                    |                    |                    |  |  |           |           |           |

## Konferencja Wschodnia
Strefa czasowa UTC-4:00

### Pierwsza runda

#### (1) Miami Heat vs. (8) Milwaukee Bucks
| 21 kwietnia 19:30 | Raport | Milwaukee Bucks 87 – 110 Miami Heat                               | Milwaukee Bucks 87 – 110 Miami Heat | Milwaukee Bucks 87 – 110 Miami Heat                         |  | American Airlines Arena, Miami, Floryda Widownia: 20 006 Sędziowie: Bennett Salvatore, James Capers, Sean Corbin | TNT |
| 21 kwietnia 19:30 | Raport | Rezultaty w kwartach: 24-26, 21-26, 20-28, 22-30                  |                                     |                                                             |  | American Airlines Arena, Miami, Floryda Widownia: 20 006 Sędziowie: Bennett Salvatore, James Capers, Sean Corbin | TNT |
| 21 kwietnia 19:30 | Raport | Pkt: Brandon Jennings 26 Zb: Ersan İlyasova 6 As: Redick, Ellis 3 |                                     | Pkt: LeBron James 27 Zb: LeBron James 10 As: LeBron James 8 |  | American Airlines Arena, Miami, Floryda Widownia: 20 006 Sędziowie: Bennett Salvatore, James Capers, Sean Corbin | TNT |

| 23 kwietnia 19:30 | Raport | Milwaukee Bucks 86 – 98 Miami Heat                            | Milwaukee Bucks 86 – 98 Miami Heat | Milwaukee Bucks 86 – 98 Miami Heat                        |  | American Airlines Arena, Miami, Floryda Widownia: 20 097 Sędziowie: Tony Brothers, Ron Garretson, Zach Zarba | NBA TV |
| 23 kwietnia 19:30 | Raport | Rezultaty w kwartach: 23–25, 20–22, 22–21, 21–30              |                                    |                                                           |  | American Airlines Arena, Miami, Floryda Widownia: 20 097 Sędziowie: Tony Brothers, Ron Garretson, Zach Zarba | NBA TV |
| 23 kwietnia 19:30 | Raport | Pkt: Ersan Ilyasova 21 Zb: Ersan Ilyasova 6 As: Monta Ellis 5 |                                    | Pkt: Dwyane Wade 21 Zb: LeBron James 8 As: LeBron James 6 |  | American Airlines Arena, Miami, Floryda Widownia: 20 097 Sędziowie: Tony Brothers, Ron Garretson, Zach Zarba | NBA TV |

| 25 kwietnia 19:00 | Raport | Miami Heat 104 – 91 Milwaukee Bucks                    | Miami Heat 104 – 91 Milwaukee Bucks | Miami Heat 104 – 91 Milwaukee Bucks                                   |  | Bradley Center, Milwaukee, Wisconsin Widownia: 18 165 Sędziowie: Scott Foster, Bill Kennedy, Scott Wall | TNT |
| 25 kwietnia 19:00 | Raport | Rezultaty w kwartach: 21–30, 27–20, 30–18, 26–23       |                                     |                                                                       |  | Bradley Center, Milwaukee, Wisconsin Widownia: 18 165 Sędziowie: Scott Foster, Bill Kennedy, Scott Wall | TNT |
| 25 kwietnia 19:00 | Raport | Pkt: Ray Allen 23 Zb: Chris Bosh 14 As: Dwyane Wade 11 |                                     | Pkt: Jennings, Sanders 16 Zb: Larry Sanders 11 As: Brandon Jennings 8 |  | Bradley Center, Milwaukee, Wisconsin Widownia: 18 165 Sędziowie: Scott Foster, Bill Kennedy, Scott Wall | TNT |

| 28 kwietnia 15:30 | Raport | Miami Heat 88 – 77 Milwaukee Bucks                         | Miami Heat 88 – 77 Milwaukee Bucks | Miami Heat 88 – 77 Milwaukee Bucks                         |  | Bradley Center, Milwaukee, Wisconsin Widownia: 18 717 Sędziowie: Dan Crawford, Marc Davis, Michael Smith | ABC |
| 28 kwietnia 15:30 | Raport | Rezultaty w kwartach: 24–17, 21–24, 22–21, 21–15           |                                    |                                                            |  | Bradley Center, Milwaukee, Wisconsin Widownia: 18 717 Sędziowie: Dan Crawford, Marc Davis, Michael Smith | ABC |
| 28 kwietnia 15:30 | Raport | Pkt: LeBron James 30 Zb: LeBron James 8 As: LeBron James 7 |                                    | Pkt: Monta Ellis 21 Zb: Larry Sanders 11 As: Monta Ellis 8 |  | Bradley Center, Milwaukee, Wisconsin Widownia: 18 717 Sędziowie: Dan Crawford, Marc Davis, Michael Smith | ABC |
| 28 kwietnia 15:30 | Raport | Miami wygrywa serię 4-0                                    |                                    |                                                            |  | Bradley Center, Milwaukee, Wisconsin Widownia: 18 717 Sędziowie: Dan Crawford, Marc Davis, Michael Smith | ABC |

Wyniki w sezonie zasadniczym
| 21 listopada 2012 | Raport | Milwaukee Bucks 106 – 113 Miami Heat | Milwaukee Bucks 106 – 113 Miami Heat | Milwaukee Bucks 106 – 113 Miami Heat |  | American Airlines Arena, Miami, Floryda |

| 29 grudnia 2012 | Raport | Miami Heat 85 – 104 Milwaukee Bucks | Miami Heat 85 – 104 Milwaukee Bucks | Miami Heat 85 – 104 Milwaukee Bucks |  | Bradley Center, Milwaukee, Wisconsin |

| 5 marca 2013 | Raport | Miami Heat 107 – 94 Milwaukee Bucks | Miami Heat 107 – 94 Milwaukee Bucks | Miami Heat 107 – 94 Milwaukee Bucks |  | Bradley Center, Milwaukee, Wisconsin |

| 9 kwietnia 2013 | Raport | Milwaukee Bucks 83 – 94 Miami Heat | Milwaukee Bucks 83 – 94 Miami Heat | Milwaukee Bucks 83 – 94 Miami Heat |  | American Airlines Arena, Miami, Floryda |

Ostatnie spotkanie w Playoff: Pierwsze spotkanie pomiędzy Miami i Milwaukee.

#### (2) New York Knicks vs. (7) Boston Celtics
| 20 kwietnia 15:00 | Raport | Boston Celtics 78 – 85 New York Knicks                   | Boston Celtics 78 – 85 New York Knicks | Boston Celtics 78 – 85 New York Knicks                           |  | Madison Square Garden, Nowy Jork, Nowy Jork Widownia: 19 033 Sędziowie: Monty McCutchen, Bill Spooner, Gary Zielinski | ABC |
| 20 kwietnia 15:00 | Raport | Rezultaty w kwartach: 29–26, 24–23, 17–18, 8–18          |                                        |                                                                  |  | Madison Square Garden, Nowy Jork, Nowy Jork Widownia: 19 033 Sędziowie: Monty McCutchen, Bill Spooner, Gary Zielinski | ABC |
| 20 kwietnia 15:00 | Raport | Pkt: Jeff Green 26 Zb: Brandon Bass 10 As: Paul Pierce 7 |                                        | Pkt: Carmelo Anthony 36 Zb: Kenyon Martin 9 As: Raymond Felton 6 |  | Madison Square Garden, Nowy Jork, Nowy Jork Widownia: 19 033 Sędziowie: Monty McCutchen, Bill Spooner, Gary Zielinski | ABC |

| 23 kwietnia 20:00 | Raport | Boston Celtics 71 – 87 New York Knicks                     | Boston Celtics 71 – 87 New York Knicks | Boston Celtics 71 – 87 New York Knicks                             |  | Madison Square Garden, Nowy Jork, Nowy Jork Widownia: 19 033 Sędziowie: Derrick Stafford, David Jones, Rodney Mott | TNT |
| 23 kwietnia 20:00 | Raport | Rezultaty w kwartach: 20–26, 28–16, 11–32, 12–13           |                                        |                                                                    |  | Madison Square Garden, Nowy Jork, Nowy Jork Widownia: 19 033 Sędziowie: Derrick Stafford, David Jones, Rodney Mott | TNT |
| 23 kwietnia 20:00 | Raport | Pkt: Paul Pierce 18 Zb: Kevin Garnett 11 As: Paul Pierce 6 |                                        | Pkt: Carmelo Anthony 34 Zb: Kenyon Martin 11 As: =Pablo Prigioni 5 |  | Madison Square Garden, Nowy Jork, Nowy Jork Widownia: 19 033 Sędziowie: Derrick Stafford, David Jones, Rodney Mott | TNT |

| 26 kwietnia 20:00 | Raport | New York Knicks 90 – 76 Boston Celtics                                 | New York Knicks 90 – 76 Boston Celtics | New York Knicks 90 – 76 Boston Celtics                    |  | TD Garden, Boston, Massachusetts Widownia: 18 624 Sędziowie: Dan Crawford, Marc Davis, Michael Smith | ESPN |
| 26 kwietnia 20:00 | Raport | Rezultaty w kwartach: 23–18, 24–13, 21–21, 22–24                       |                                        |                                                           |  | TD Garden, Boston, Massachusetts Widownia: 18 624 Sędziowie: Dan Crawford, Marc Davis, Michael Smith | ESPN |
| 26 kwietnia 20:00 | Raport | Pkt: Carmelo Anthony 26 Zb: Chandler, Shumpert 8 As: Raymond Felton 10 |                                        | Pkt: Jeff Green 21 Zb: Kevin Garnett 17 As: Paul Pierce 5 |  | TD Garden, Boston, Massachusetts Widownia: 18 624 Sędziowie: Dan Crawford, Marc Davis, Michael Smith | ESPN |

| 28 kwietnia 13:00 | Raport | New York Knicks 90 – 97 Boston Celtics                            | New York Knicks 90 – 97 Boston Celtics | New York Knicks 90 – 97 Boston Celtics                         | OT | TD Garden, Boston, Massachusetts Widownia: 18 264 Sędziowie: Scott Foster, Derrick Collins, Bill Kennedy | ABC |
| 28 kwietnia 13:00 | Raport | Rezultaty w kwartach: 17–22, 18–32, 30–14, 19–16 OT: 6–13         |                                        |                                                                | OT | TD Garden, Boston, Massachusetts Widownia: 18 264 Sędziowie: Scott Foster, Derrick Collins, Bill Kennedy | ABC |
| 28 kwietnia 13:00 | Raport | Pkt: Carmelo Anthony 36 Zb: Iman Shumpert 12 As: Raymond Felton 3 |                                        | Pkt: Paul Pierce 29 Zb: Kevin Garnett 17 As: Garnett, Pierce 6 | OT | TD Garden, Boston, Massachusetts Widownia: 18 264 Sędziowie: Scott Foster, Derrick Collins, Bill Kennedy | ABC |

| 1 maja 19:00 | Raport | Boston Celtics 92 – 86 New York Knicks                      | Boston Celtics 92 – 86 New York Knicks | Boston Celtics 92 – 86 New York Knicks                             |  | Madison Square Garden, Nowy Jork, Nowy Jork Widownia: 19 033 Sędziowie: Joe Crawford, James Capers, Sean Corbin | TNT |
| 1 maja 19:00 | Raport | Rezultaty w kwartach: 20–22, 25–17, 24–21, 23–26            |                                        |                                                                    |  | Madison Square Garden, Nowy Jork, Nowy Jork Widownia: 19 033 Sędziowie: Joe Crawford, James Capers, Sean Corbin | TNT |
| 1 maja 19:00 | Raport | Pkt: Jeff Green 18 Zb: Kevin Garnett 18 As: Kevin Garnett 5 |                                        | Pkt: Carmelo Anthony 22 Zb: Tyson Chandler 11 As: Raymond Felton 4 |  | Madison Square Garden, Nowy Jork, Nowy Jork Widownia: 19 033 Sędziowie: Joe Crawford, James Capers, Sean Corbin | TNT |

| 3 maja 19:00 | Raport | New York Knicks 88 – 80 Boston Celtics                             | New York Knicks 88 – 80 Boston Celtics | New York Knicks 88 – 80 Boston Celtics                    |  | TD Garden, Boston, Massachusetts Widownia: 18 624 Sędziowie: Ken Mauer, Ed Malloy, Bennett Salvatore | ESPN |
| 3 maja 19:00 | Raport | Rezultaty w kwartach: 24–10, 15–17, 28–20, 21–33                   |                                        |                                                           |  | TD Garden, Boston, Massachusetts Widownia: 18 624 Sędziowie: Ken Mauer, Ed Malloy, Bennett Salvatore | ESPN |
| 3 maja 19:00 | Raport | Pkt: Carmelo Anthony 21 Zb: Tyson Chandler 12 As: Raymond Felton 7 |                                        | Pkt: Jeff Green 21 Zb: Kevin Garnett 10 As: Paul Pierce 5 |  | TD Garden, Boston, Massachusetts Widownia: 18 624 Sędziowie: Ken Mauer, Ed Malloy, Bennett Salvatore | ESPN |
| 3 maja 19:00 | Raport | New York wygrywa serię 4-2                                         |                                        |                                                           |  | TD Garden, Boston, Massachusetts Widownia: 18 624 Sędziowie: Ken Mauer, Ed Malloy, Bennett Salvatore | ESPN |

Wyniki w sezonie zasadniczym
| 7 stycznia 2013 | Raport | Boston Celtics 102 – 96 New York Knicks | Boston Celtics 102 – 96 New York Knicks | Boston Celtics 102 – 96 New York Knicks |  | Madison Square Garden, Nowy Jork, Nowy Jork |

| 24 stycznia 2013 | Raport | New York Knicks 89 – 86 Boston Celtics | New York Knicks 89 – 86 Boston Celtics | New York Knicks 89 – 86 Boston Celtics |  | TD Garden, Boston, Massachusetts |

| 26 marca 2013 | Raport | New York Knicks 100 – 85 Boston Celtics | New York Knicks 100 – 85 Boston Celtics | New York Knicks 100 – 85 Boston Celtics |  | TD Garden, Boston, Massachusetts |

| 31 marca 2013 | Raport | Boston Celtics 89 – 108 New York Knicks | Boston Celtics 89 – 108 New York Knicks | Boston Celtics 89 – 108 New York Knicks |  | Madison Square Garden, Nowy Jork, Nowy Jork |

Ostatnie spotkanie w Playoff: Pierwsza Runda Konferencji Wschodniej 2011: (Boston zwyciężyli 4-0).

#### (3) Indiana Pacers vs. (6) Atlanta Hawks
| 21 kwietnia 13:00 | Raport | Atlanta Hawks 90 – 107 Indiana Pacers                  | Atlanta Hawks 90 – 107 Indiana Pacers | Atlanta Hawks 90 – 107 Indiana Pacers                     |  | Conseco Fieldhouse, Indianapolis, Indiana Widownia: 18 165 Sędziowie: Derrick Stafford, David Jones, Rodney Mott | TNT |
| 21 kwietnia 13:00 | Raport | Rezultaty w kwartach: 26–34, 24–24, 19–26, 21–23       |                                       |                                                           |  | Conseco Fieldhouse, Indianapolis, Indiana Widownia: 18 165 Sędziowie: Derrick Stafford, David Jones, Rodney Mott | TNT |
| 21 kwietnia 13:00 | Raport | Pkt: Jeff Teague 21 Zb: Josh Smith 8 As: Jeff Teague 7 |                                       | Pkt: Paul George 23 Zb: Paul George 11 As: Paul George 12 |  | Conseco Fieldhouse, Indianapolis, Indiana Widownia: 18 165 Sędziowie: Derrick Stafford, David Jones, Rodney Mott | TNT |

| 24 kwietnia 19:30 | Raport | Atlanta Hawks 98 – 113 Indiana Pacers                   | Atlanta Hawks 98 – 113 Indiana Pacers | Atlanta Hawks 98 – 113 Indiana Pacers                             |  | Conseco Fieldhouse, Indianapolis, Indiana Widownia: 18 165 Sędziowie: Ken Mauer, Ed Malloy, Sean Wright | NBA TV |
| 24 kwietnia 19:30 | Raport | Rezultaty w kwartach: 19–25, 31–34, 26–29, 22–25        |                                       |                                                                   |  | Conseco Fieldhouse, Indianapolis, Indiana Widownia: 18 165 Sędziowie: Ken Mauer, Ed Malloy, Sean Wright | NBA TV |
| 24 kwietnia 19:30 | Raport | Pkt: Devin Harris 17 Zb: Al Horford 10 As: Al Horford 5 |                                       | Pkt: Paul George 27 Zb: Roy Hibbert 9 As: George, Hibbert, West 3 |  | Conseco Fieldhouse, Indianapolis, Indiana Widownia: 18 165 Sędziowie: Ken Mauer, Ed Malloy, Sean Wright | NBA TV |

| 27 kwietnia 19:00 | Raport | Indiana Pacers 69 – 90 Atlanta Hawks                                   | Indiana Pacers 69 – 90 Atlanta Hawks | Indiana Pacers 69 – 90 Atlanta Hawks                  |  | Philips Arena, Atlanta, Georgia Widownia: 18 238 Sędziowie: Mike Callahan, Scott Wall, Tom Washington | ESPN |
| 27 kwietnia 19:00 | Raport | Rezultaty w kwartach: 14–27, 16–27, 19–21, 20–15                       |                                      |                                                       |  | Philips Arena, Atlanta, Georgia Widownia: 18 238 Sędziowie: Mike Callahan, Scott Wall, Tom Washington | ESPN |
| 27 kwietnia 19:00 | Raport | Pkt: David West 18 Zb: George, Hibbert, Hansbrough 9 As: George Hill 3 |                                      | Pkt: Al Horford 26 Zb: Al Horford 16 As: Josh Smith 6 |  | Philips Arena, Atlanta, Georgia Widownia: 18 238 Sędziowie: Mike Callahan, Scott Wall, Tom Washington | ESPN |

| 29 kwietnia 19:30 | Raport | Indiana Pacers 91 – 102 Atlanta Hawks                         | Indiana Pacers 91 – 102 Atlanta Hawks | Indiana Pacers 91 – 102 Atlanta Hawks                     |  | Philips Arena, Atlanta, Georgia Widownia: 18 165 Sędziowie: Joe Crawford, Tony Brown, James Capers | NBA TV |
| 29 kwietnia 19:30 | Raport | Rezultaty w kwartach: 21–22, 19–35, 22–12, 29–33              |                                       |                                                           |  | Philips Arena, Atlanta, Georgia Widownia: 18 165 Sędziowie: Joe Crawford, Tony Brown, James Capers | NBA TV |
| 29 kwietnia 19:30 | Raport | Pkt: Paul George 21 Zb: Paul George 12 As: Lance Stephenson 8 |                                       | Pkt: Josh Smith 29 Zb: Josh Smith 11 As: Teague, Harris 6 |  | Philips Arena, Atlanta, Georgia Widownia: 18 165 Sędziowie: Joe Crawford, Tony Brown, James Capers | NBA TV |

| 1 maja 19:30 | Raport | Atlanta Hawks 83 – 106 Indiana Pacers                     | Atlanta Hawks 83 – 106 Indiana Pacers | Atlanta Hawks 83 – 106 Indiana Pacers                         |  | Conseco Fieldhouse, Indianapolis, Indiana Widownia: 18 165 Sędziowie: Monty McCutchen, Derrick Collins, Bennett Salvatore | NBA TV |
| 1 maja 19:30 | Raport | Rezultaty w kwartach: 22–21, 21–29, 24–31, 16-25          |                                       |                                                               |  | Conseco Fieldhouse, Indianapolis, Indiana Widownia: 18 165 Sędziowie: Monty McCutchen, Derrick Collins, Bennett Salvatore | NBA TV |
| 1 maja 19:30 | Raport | Pkt: Smith, Horford 14 Zb: Al Horford 9 As: Jeff Teague 5 |                                       | Pkt: David West 24 Zb: Lance Stephenson 12 As: George Hill 10 |  | Conseco Fieldhouse, Indianapolis, Indiana Widownia: 18 165 Sędziowie: Monty McCutchen, Derrick Collins, Bennett Salvatore | NBA TV |

| 3 maja 19:00 | Raport | Indiana Pacers 81 – 73 Atlanta Hawks                                         | Indiana Pacers 81 – 73 Atlanta Hawks | Indiana Pacers 81 – 73 Atlanta Hawks                             |  | Philips Arena, Atlanta, Georgia Widownia: 18 238 Sędziowie: Tony Brothers, Ron Garretson, Zach Zarba | ESPN2 |
| 3 maja 19:00 | Raport | Rezultaty w kwartach: 21–20, 16–9, 28–21, 16–23                              |                                      |                                                                  |  | Philips Arena, Atlanta, Georgia Widownia: 18 238 Sędziowie: Tony Brothers, Ron Garretson, Zach Zarba | ESPN2 |
| 3 maja 19:00 | Raport | Pkt: George Hill, David West 21 Zb: Hibbert, Stephenson 11 As: Paul George 7 |                                      | Pkt: Al Horford 15 Zb: Josh Smith 9 As: Smith, Horford, Harris 3 |  | Philips Arena, Atlanta, Georgia Widownia: 18 238 Sędziowie: Tony Brothers, Ron Garretson, Zach Zarba | ESPN2 |
| 3 maja 19:00 | Raport | Indiana wygrywa serię 4-2                                                    |                                      |                                                                  |  | Philips Arena, Atlanta, Georgia Widownia: 18 238 Sędziowie: Tony Brothers, Ron Garretson, Zach Zarba | ESPN2 |

Wyniki w sezonie zasadniczym
| 7 listopada 2012 | Raport | Indiana Pacers 86 – 89 Atlanta Hawks | Indiana Pacers 86 – 89 Atlanta Hawks | Indiana Pacers 86 – 89 Atlanta Hawks |  | Philips Arena, Atlanta, Georgia |

| 29 grudnia 2012 | Raport | Indiana Pacers 100 – 109 Atlanta Hawks | Indiana Pacers 100 – 109 Atlanta Hawks | Indiana Pacers 100 – 109 Atlanta Hawks |  | Philips Arena, Atlanta, Georgia |

| 5 lutego 2013 | Raport | Atlanta Hawks 103 – 114 Indiana Pacers | Atlanta Hawks 103 – 114 Indiana Pacers | Atlanta Hawks 103 – 114 Indiana Pacers |  | Conseco Fieldhouse, Indianapolis, Indiana |

| 25 marca 2013 | Raport | Atlanta Hawks 94 – 100 Indiana Pacers | Atlanta Hawks 94 – 100 Indiana Pacers | Atlanta Hawks 94 – 100 Indiana Pacers |  | Conseco Fieldhouse, Indianapolis, Indiana |

Ostatnie spotkanie w Playoff: Pierwsza Runda Konferencji Wschodniej 1996 (Atlanta zwyciężyła 3-2).

#### (4) Brooklyn Nets vs. (5) Chicago Bulls
| 20 kwietnia 20:00 | Raport | Chicago Bulls 89 – 106 Brooklyn Nets                          | Chicago Bulls 89 – 106 Brooklyn Nets | Chicago Bulls 89 – 106 Brooklyn Nets                            |  | Barclays Center, Brooklyn, Nowy Jork Widownia: 17 732 Sędziowie: Ken Mauer, Ed Malloy, Sean Wright | ESPN |
| 20 kwietnia 20:00 | Raport | Rezultaty w kwartach: 14–25, 21–35, 27–29, 27–17              |                                      |                                                                 |  | Barclays Center, Brooklyn, Nowy Jork Widownia: 17 732 Sędziowie: Ken Mauer, Ed Malloy, Sean Wright | ESPN |
| 20 kwietnia 20:00 | Raport | Pkt: Carlos Boozer 25 Zb: Carlos Boozer 8 As: Carlos Boozer 4 |                                      | Pkt: Deron Williams 22 Zb: Reggie Evans 13 As: Deron Williams 7 |  | Barclays Center, Brooklyn, Nowy Jork Widownia: 17 732 Sędziowie: Ken Mauer, Ed Malloy, Sean Wright | ESPN |

| 22 kwietnia 20:00 | Raport | Chicago Bulls 90 – 82 Brooklyn Nets                    | Chicago Bulls 90 – 82 Brooklyn Nets | Chicago Bulls 90 – 82 Brooklyn Nets                          |  | Barclays Center, Brooklyn, Nowy Jork Widownia: 17 732 Sędziowie: Monty McCutchen, Bill Spooner, Gary Zielinski | TNT |
| 22 kwietnia 20:00 | Raport | Rezultaty w kwartach: 20–17, 27–29, 22–11, 21–25       |                                     |                                                              |  | Barclays Center, Brooklyn, Nowy Jork Widownia: 17 732 Sędziowie: Monty McCutchen, Bill Spooner, Gary Zielinski | TNT |
| 22 kwietnia 20:00 | Raport | Pkt: Luol Deng 15 Zb: Carlos Boozer As: Kirk Hinrich 5 |                                     | Pkt: Brook Lopez 21 Zb: Reggie Evans 8 As: Deron Williams 10 |  | Barclays Center, Brooklyn, Nowy Jork Widownia: 17 732 Sędziowie: Monty McCutchen, Bill Spooner, Gary Zielinski | TNT |

| 25 kwietnia 20:30 | Raport | Brooklyn Nets 76 – 79 Chicago Bulls                          | Brooklyn Nets 76 – 79 Chicago Bulls | Brooklyn Nets 76 – 79 Chicago Bulls                           |  | United Center, Chicago, Illinois Widownia: 21 672 Sędziowie: Joe Crawford, James Capers, Sean Corbin | NBA TV |
| 25 kwietnia 20:30 | Raport | Rezultaty w kwartach: 17–19, 17–22, 18–24, 24–14             |                                     |                                                               |  | United Center, Chicago, Illinois Widownia: 21 672 Sędziowie: Joe Crawford, James Capers, Sean Corbin | NBA TV |
| 25 kwietnia 20:30 | Raport | Pkt: Brook Lopez 22 Zb: Reggie Evans 12 As: Deron Williams 4 |                                     | Pkt: Carlos Boozer 22 Zb: Carlos Boozer 16 As: Boozer, Deng 3 |  | United Center, Chicago, Illinois Widownia: 21 672 Sędziowie: Joe Crawford, James Capers, Sean Corbin | NBA TV |

| 27 kwietnia 14:00 | Raport | Brooklyn Nets 134 – 142 Chicago Bulls                                 | Brooklyn Nets 134 – 142 Chicago Bulls | Brooklyn Nets 134 – 142 Chicago Bulls                        | 3OT | United Center, Chicago, Illinois Widownia: 21 758 Sędziowie: Tony Brothers, Ron Garretson, Eric Lewis | TNT |
| 27 kwietnia 14:00 | Raport | Rezultaty w kwartach: 26–25, 29–33, 29–18, 27–35 OT: 10–10, 6–6, 7–15 |                                       |                                                              | 3OT | United Center, Chicago, Illinois Widownia: 21 758 Sędziowie: Tony Brothers, Ron Garretson, Eric Lewis | TNT |
| 27 kwietnia 14:00 | Raport | Pkt: Deron Williams 32 Zb: Reggie Evans 13 As: Deron Williams 10      |                                       | Pkt: Nate Robinson 34 Zb: Joakim Noah 13 As: Kirk Hinrich 14 | 3OT | United Center, Chicago, Illinois Widownia: 21 758 Sędziowie: Tony Brothers, Ron Garretson, Eric Lewis | TNT |

| 29 kwietnia 19:00 | Raport | Chicago Bulls 91 – 110 Brooklyn Nets                           | Chicago Bulls 91 – 110 Brooklyn Nets | Chicago Bulls 91 – 110 Brooklyn Nets                          |  | Barclays Center, Brooklyn, Nowy Jork Widownia: 17 732 Sędziowie: Mike Callahan, Tom Washington, Zach Zarba | TNT |
| 29 kwietnia 19:00 | Raport | Rezultaty w kwartach: 21–26, 23–26, 29–25, 18–33               |                                      |                                                               |  | Barclays Center, Brooklyn, Nowy Jork Widownia: 17 732 Sędziowie: Mike Callahan, Tom Washington, Zach Zarba | TNT |
| 29 kwietnia 19:00 | Raport | Pkt: Nate Robinson 20 Zb: Carlos Boozer 10 As: Nate Robinson 8 |                                      | Pkt: Brook Lopez 28 Zb: Reggie Evans 12 As: Deron Williams 10 |  | Barclays Center, Brooklyn, Nowy Jork Widownia: 17 732 Sędziowie: Mike Callahan, Tom Washington, Zach Zarba | TNT |

| 2 maja 20:00 | Raport | Brooklyn Nets 95 – 92 Chicago Bulls                                     | Brooklyn Nets 95 – 92 Chicago Bulls | Brooklyn Nets 95 – 92 Chicago Bulls                              |  | United Center, Chicago, Illinois Widownia: 21 810 Sędziowie: Scott Foster, John Goble, Bill Kennedy | TNT |
| 2 maja 20:00 | Raport | Rezultaty w kwartach: 33-27, 27-27, 15-17, 20-21                        |                                     |                                                                  |  | United Center, Chicago, Illinois Widownia: 21 810 Sędziowie: Scott Foster, John Goble, Bill Kennedy | TNT |
| 2 maja 20:00 | Raport | Pkt: Lopez, Johnson, Williams 17 Zb: Reggie Evans As: Deron Williams 11 |                                     | Pkt: Marco Belinelli 22 Zb: Joakim Noah 15 As: Marco Belinelli 7 |  | United Center, Chicago, Illinois Widownia: 21 810 Sędziowie: Scott Foster, John Goble, Bill Kennedy | TNT |

| 4 maja 20:00 | Raport | Chicago Bulls 99 – 93 Brooklyn Nets                               | Chicago Bulls 99 – 93 Brooklyn Nets | Chicago Bulls 99 – 93 Brooklyn Nets                             |  | Barclays Center, Brooklyn, Nowy Jork Widownia: 17 732 Sędziowie: Monty McCutchen, James Capers, Jason Phillips | TNT |
| 4 maja 20:00 | Raport | Rezultaty w kwartach: 29–25, 32–19, 21–31, 17–18                  |                                     |                                                                 |  | Barclays Center, Brooklyn, Nowy Jork Widownia: 17 732 Sędziowie: Monty McCutchen, James Capers, Jason Phillips | TNT |
| 4 maja 20:00 | Raport | Pkt: Belinelli, Noah 24 Zb: Joakim Noah 14 As: Butler, Robinson 4 |                                     | Pkt: Deron Williams 24 Zb: Reggie Evans 13 As: Deron Williams 7 |  | Barclays Center, Brooklyn, Nowy Jork Widownia: 17 732 Sędziowie: Monty McCutchen, James Capers, Jason Phillips | TNT |
| 4 maja 20:00 | Raport | Chicago wygrywa serię 4-3                                         |                                     |                                                                 |  | Barclays Center, Brooklyn, Nowy Jork Widownia: 17 732 Sędziowie: Monty McCutchen, James Capers, Jason Phillips | TNT |

Wyniki w sezonie zasadniczym
| 15 grudnia 2012 | Raport | Brooklyn Nets 82 – 83 Chicago Bulls | Brooklyn Nets 82 – 83 Chicago Bulls | Brooklyn Nets 82 – 83 Chicago Bulls |  | United Center, Chicago, Illinois |

| 1 lutego 2013 | Raport | Chicago Bulls 89 – 93 Brooklyn Nets | Chicago Bulls 89 – 93 Brooklyn Nets | Chicago Bulls 89 – 93 Brooklyn Nets |  | Barclays Center, Brooklyn, Nowy Jork |

| 2 marca 2013 | Raport | Brooklyn Nets 85 – 96 Chicago Bulls | Brooklyn Nets 85 – 96 Chicago Bulls | Brooklyn Nets 85 – 96 Chicago Bulls |  | United Center, Chicago, Illinois |

| 4 kwietnia 2013 | Raport | Chicago Bulls 92 – 90 Brooklyn Nets | Chicago Bulls 92 – 90 Brooklyn Nets | Chicago Bulls 92 – 90 Brooklyn Nets |  | Barclays Center, Brooklyn, Nowy Jork |

Ostatnie spotkanie w Playoff: Pierwsza Runda Konferencji Wschodniej 1998 (Chicago zwyciężyli 3-0).

### Półfinały Konferencji

#### (1) Miami Heat vs. (5) Chicago Bulls
| 6 maja 19:00 | Raport | Chicago Bulls 93 – 86 Miami Heat                              | Chicago Bulls 93 – 86 Miami Heat | Chicago Bulls 93 – 86 Miami Heat                              |  | American Airlines Arena, Miami, Floryda Widownia: 19 685 Sędziowie: Ken Mauer, Ed Malloy, Tom Washington | TNT |
| 6 maja 19:00 | Raport | Rezultaty w kwartach: 21–15, 16–22, 21–25, 35–24              |                                  |                                                               |  | American Airlines Arena, Miami, Floryda Widownia: 19 685 Sędziowie: Ken Mauer, Ed Malloy, Tom Washington | TNT |
| 6 maja 19:00 | Raport | Pkt: Nate Robinson 27 Zb: Jimmy Butler 14 As: Nate Robinson 9 |                                  | Pkt: LeBron James 24 Zb: LeBron James 8 As: James, Chalmers 7 |  | American Airlines Arena, Miami, Floryda Widownia: 19 685 Sędziowie: Ken Mauer, Ed Malloy, Tom Washington | TNT |

| 8 maja 19:00 | Raport | Chicago Bulls 78 – 115 Miami Heat                               | Chicago Bulls 78 – 115 Miami Heat | Chicago Bulls 78 – 115 Miami Heat                      |  | American Airlines Arena, Miami, Floryda Widownia: 19 817 Sędziowie: Scott Foster, Rodney Mott, Sean Wright | TNT |
| 8 maja 19:00 | Raport | Rezultaty w kwartach: 20-25, 21-30, 15-30, 22-30                |                                   |                                                        |  | American Airlines Arena, Miami, Floryda Widownia: 19 817 Sędziowie: Scott Foster, Rodney Mott, Sean Wright | TNT |
| 8 maja 19:00 | Raport | Pkt: Marco Belinelli 13 Zb: Joakim Noah 6 As: Marco Belinelli 6 |                                   | Pkt: Ray Allen 21 Zb: Norris Cole 6 As: LeBron James 9 |  | American Airlines Arena, Miami, Floryda Widownia: 19 817 Sędziowie: Scott Foster, Rodney Mott, Sean Wright | TNT |

| 10 maja 20:00 | Raport | Miami Heat 104 – 94 Chicago Bulls                          | Miami Heat 104 – 94 Chicago Bulls | Miami Heat 104 – 94 Chicago Bulls                            |  | United Center, Chicago, Illinois Widownia: 22 675 Sędziowie: Joe Crawford, David Guthrie, Derrick Stafford | ESPN |
| 10 maja 20:00 | Raport | Rezultaty w kwartach: 25–25, 27–25, 18–20, 34–24           |                                   |                                                              |  | United Center, Chicago, Illinois Widownia: 22 675 Sędziowie: Joe Crawford, David Guthrie, Derrick Stafford | ESPN |
| 10 maja 20:00 | Raport | Pkt: LeBron James 25 Zb: Chris Bosh 19 As: LeBron James 10 |                                   | Pkt: Carlos Boozer 21 Zb: Joakim Noah 11 As: Nate Robinson 7 |  | United Center, Chicago, Illinois Widownia: 22 675 Sędziowie: Joe Crawford, David Guthrie, Derrick Stafford | ESPN |

| 13 maja 19:00 | Raport | Miami Heat 88 – 65 Chicago Bulls                            | Miami Heat 88 – 65 Chicago Bulls | Miami Heat 88 – 65 Chicago Bulls                                  |  | United Center, Chicago, Illinois Widownia: 21 990 Sędziowie: Dan Crawford, Marc Davis, Jason Phillips | TNT |
| 13 maja 19:00 | Raport | Rezultaty w kwartach: 21–15, 23–18, 17–9, 27–23             |                                  |                                                                   |  | United Center, Chicago, Illinois Widownia: 21 990 Sędziowie: Dan Crawford, Marc Davis, Jason Phillips | TNT |
| 13 maja 19:00 | Raport | Pkt: LeBron James 27 Zb: Haslem, James 7 As: LeBron James 8 |                                  | Pkt: Carlos Boozer 14 Zb: Carlos Boozer 12 As: Hamilton, Robinson |  | United Center, Chicago, Illinois Widownia: 21 990 Sędziowie: Dan Crawford, Marc Davis, Jason Phillips | TNT |

| 15 maja 19:00 | Raport | Chicago Bulls 91 – 94 Miami Heat                               | Chicago Bulls 91 – 94 Miami Heat | Chicago Bulls 91 – 94 Miami Heat                          |  | American Airlines Arena, Miami, Floryda Widownia: 20 025 Sędziowie: Mike Callahan, Tony Brothers, Bennett Salvatore | TNT |
| 15 maja 19:00 | Raport | Rezultaty w kwartach: 21–30, 32–17, 24–22, 14–25               |                                  |                                                           |  | American Airlines Arena, Miami, Floryda Widownia: 20 025 Sędziowie: Mike Callahan, Tony Brothers, Bennett Salvatore | TNT |
| 15 maja 19:00 | Raport | Pkt: Carlos Boozer 26 Zb: Carlos Boozer 13 As: Nate Robinson 6 |                                  | Pkt: LeBron James 23 Zb: James, Bosh 7 As: LeBron James 8 |  | American Airlines Arena, Miami, Floryda Widownia: 20 025 Sędziowie: Mike Callahan, Tony Brothers, Bennett Salvatore | TNT |
| 15 maja 19:00 | Raport | Miami wygrywa serię 4-1                                        |                                  |                                                           |  | American Airlines Arena, Miami, Floryda Widownia: 20 025 Sędziowie: Mike Callahan, Tony Brothers, Bennett Salvatore | TNT |

Wyniki w sezonie zasadniczym
| 4 stycznia 2013 | Raport | Chicago Bulls 96 – 89 Miami Heat | Chicago Bulls 96 – 89 Miami Heat | Chicago Bulls 96 – 89 Miami Heat |  | American Airlines Arena, Miami, Floryda |

| 21 lutego 2013 | Raport | Miami Heat 86 – 68 Chicago Bulls | Miami Heat 86 – 68 Chicago Bulls | Miami Heat 86 – 68 Chicago Bulls |  | United Center, Chicago, Illinois |

| 27 marca 2013 | Raport | Miami Heat 97 – 101 Chicago Bulls | Miami Heat 97 – 101 Chicago Bulls | Miami Heat 97 – 101 Chicago Bulls |  | United Center, Chicago, Illinois |

| 14 kwietnia 2013 | Raport | Chicago Bulls 93 – 105 Miami Heat | Chicago Bulls 93 – 105 Miami Heat | Chicago Bulls 93 – 105 Miami Heat |  | American Airlines Arena, Miami, Floryda |

Ostatnie spotkanie w Playoff: Finał Konferencji Wschodniej 2011 (Miami zwyciężyli 4-1).

#### (2) New York Knicks vs. (3) Indiana Pacers
| 5 maja 15:30 | Raport | Indiana Pacers 102 – 95 New York Knicks                      | Indiana Pacers 102 – 95 New York Knicks | Indiana Pacers 102 – 95 New York Knicks                             |  | Madison Square Garden, Nowy Jork, Nowy Jork Widownia: 19 033 Sędziowie: Dan Crawford, Marc Davis, Michael Smith | ABC |
| 5 maja 15:30 | Raport | Rezultaty w kwartach: 22–27, 30–19, 29–19, 21–30             |                                         |                                                                     |  | Madison Square Garden, Nowy Jork, Nowy Jork Widownia: 19 033 Sędziowie: Dan Crawford, Marc Davis, Michael Smith | ABC |
| 5 maja 15:30 | Raport | Pkt: David West 20 Zb: Lance Stephenson 13 As: George Hill 6 |                                         | Pkt: Carmelo Anthony 27 Zb: Carmelo Anthony 11 As: Pablo Prigioni 6 |  | Madison Square Garden, Nowy Jork, Nowy Jork Widownia: 19 033 Sędziowie: Dan Crawford, Marc Davis, Michael Smith | ABC |

| 7 maja 19:00 | Raport | Indiana Pacers 79 – 105 New York Knicks                  | Indiana Pacers 79 – 105 New York Knicks | Indiana Pacers 79 – 105 New York Knicks                            |  | Madison Square Garden, Nowy Jork, Nowy Jork Widownia: 19 033 Sędziowie: Joe Crawford, Sean Corbin, Derrick Stafford | TNT |
| 7 maja 19:00 | Raport | Rezultaty w kwartach: 20–29, 22–18, 24–25, 13–33         |                                         |                                                                    |  | Madison Square Garden, Nowy Jork, Nowy Jork Widownia: 19 033 Sędziowie: Joe Crawford, Sean Corbin, Derrick Stafford | TNT |
| 7 maja 19:00 | Raport | Pkt: Paul George 20 Zb: Roy Hibbert 12 As: George Hill 7 |                                         | Pkt: Carmelo Anthony 32 Zb: Carmelo Anthony 9 As: Kidd, Prigioni 4 |  | Madison Square Garden, Nowy Jork, Nowy Jork Widownia: 19 033 Sędziowie: Joe Crawford, Sean Corbin, Derrick Stafford | TNT |

| 11 maja 20:00 | Raport | New York Knicks 71 – 82 Indiana Pacers                            | New York Knicks 71 – 82 Indiana Pacers | New York Knicks 71 – 82 Indiana Pacers                     |  | Conseco Fieldhouse, Indianapolis, Indiana Widownia: 18 165 Sędziowie: Mike Callahan, Tony Brothers, Zach Zarba | ABC |
| 11 maja 20:00 | Raport | Rezultaty w kwartach: 15-18, 18-18, 20-26, 18-20                  |                                        |                                                            |  | Conseco Fieldhouse, Indianapolis, Indiana Widownia: 18 165 Sędziowie: Mike Callahan, Tony Brothers, Zach Zarba | ABC |
| 11 maja 20:00 | Raport | Pkt: Carmelo Anthony 21 Zb: Iman Shumpert 10 As: Pablo Prigioni 3 |                                        | Pkt: Roy Hibbert 24 Zb: West, Hibbert 12 As: Paul George 8 |  | Conseco Fieldhouse, Indianapolis, Indiana Widownia: 18 165 Sędziowie: Mike Callahan, Tony Brothers, Zach Zarba | ABC |

| 14 maja 19:00 | Raport | New York Knicks 82 – 93 Indiana Pacers                             | New York Knicks 82 – 93 Indiana Pacers | New York Knicks 82 – 93 Indiana Pacers                   |  | Conseco Fieldhouse, Indianapolis, Indiana Widownia: 18 165 Sędziowie: Monty McCutchen, Ron Garretson, Bill Spooner | TNT |
| 14 maja 19:00 | Raport | Rezultaty w kwartach: 16–23, 18–25, 22–19, 26–26                   |                                        |                                                          |  | Conseco Fieldhouse, Indianapolis, Indiana Widownia: 18 165 Sędziowie: Monty McCutchen, Ron Garretson, Bill Spooner | TNT |
| 14 maja 19:00 | Raport | Pkt: Carmelo Anthony 24 Zb: Tyson Chandler 10 As: Raymond Felton 6 |                                        | Pkt: George Hill 26 Zb: Paul George 14 As: Paul George 7 |  | Conseco Fieldhouse, Indianapolis, Indiana Widownia: 18 165 Sędziowie: Monty McCutchen, Ron Garretson, Bill Spooner | TNT |

| 16 maja 20:00 | Raport | Indiana Pacers 75 – 85 New York Knicks                  | Indiana Pacers 75 – 85 New York Knicks | Indiana Pacers 75 – 85 New York Knicks                            |  | Madison Square Garden, Nowy Jork, Nowy Jork Widownia: 19 033 Sędziowie: Scott Foster, John Goble, Bill Kennedy | TNT |
| 16 maja 20:00 | Raport | Rezultaty w kwartach: 15–19, 19–21, 23–27, 18–18        |                                        |                                                                   |  | Madison Square Garden, Nowy Jork, Nowy Jork Widownia: 19 033 Sędziowie: Scott Foster, John Goble, Bill Kennedy | TNT |
| 16 maja 20:00 | Raport | Pkt: Paul George 23 Zb: David West 10 As: Paul George 6 |                                        | Pkt: Carmelo Anthony 28 Zb: Tyson Chandler 8 As: Raymond Felton 4 |  | Madison Square Garden, Nowy Jork, Nowy Jork Widownia: 19 033 Sędziowie: Scott Foster, John Goble, Bill Kennedy | TNT |

| 18 maja 20:00 | Raport | New York Knicks 99 – 106 Indiana Pacers                        | New York Knicks 99 – 106 Indiana Pacers | New York Knicks 99 – 106 Indiana Pacers                              |  | Conseco Fieldhouse, Indianapolis, Indiana Widownia: 18 165 Sędziowie: Ed Malloy, Ken Mauer, Tom Washington | ESPN |
| 18 maja 20:00 | Raport | Rezultaty w kwartach: 27–29, 20–26, 34–26, 18–25               |                                         |                                                                      |  | Conseco Fieldhouse, Indianapolis, Indiana Widownia: 18 165 Sędziowie: Ed Malloy, Ken Mauer, Tom Washington | ESPN |
| 18 maja 20:00 | Raport | Pkt: Carmelo Anthony 39 Zb: J.R. Smith 10 As: Kidd, Prigioni 6 |                                         | Pkt: Lance Stephenson 25 Zb: Roy Hibbert 12 As: George, West, Hill 4 |  | Conseco Fieldhouse, Indianapolis, Indiana Widownia: 18 165 Sędziowie: Ed Malloy, Ken Mauer, Tom Washington | ESPN |
| 18 maja 20:00 | Raport | Indiana wygrywa serię 4-2                                      |                                         |                                                                      |  | Conseco Fieldhouse, Indianapolis, Indiana Widownia: 18 165 Sędziowie: Ed Malloy, Ken Mauer, Tom Washington | ESPN |

Wyniki w sezonie zasadniczym
| 18 listopada 2012 | Raport | Indiana Pacers 76 – 88 New York Knicks | Indiana Pacers 76 – 88 New York Knicks | Indiana Pacers 76 – 88 New York Knicks |  | Madison Square Garden, Nowy Jork, Nowy Jork |

| 10 stycznia 2013 | Raport | New York Knicks 76 – 81 Indiana Pacers | New York Knicks 76 – 81 Indiana Pacers | New York Knicks 76 – 81 Indiana Pacers |  | Conseco Fieldhouse, Indianapolis, Indiana |

| 20 lutego 2013 | Raport | New York Knicks 91 – 125 Indiana Pacers | New York Knicks 91 – 125 Indiana Pacers | New York Knicks 91 – 125 Indiana Pacers |  | Conseco Fieldhouse, Indianapolis, Indiana |

| 14 kwietnia 2013 | Raport | Indiana Pacers 80 – 90 New York Knicks | Indiana Pacers 80 – 90 New York Knicks | Indiana Pacers 80 – 90 New York Knicks |  | Madison Square Garden, Nowy Jork, Nowy Jork |

Ostatnie spotkanie w Playoff: Finał Konferencji Wschodniej 2000 (Pacers zwyciężyli 4-2).

### Finał Konferencji

#### (1) Miami Heat vs. (3) Indiana Pacers
| 22 maja 20:30 | Raport | Indiana Pacers 102 – 103 Miami Heat                           | Indiana Pacers 102 – 103 Miami Heat | Indiana Pacers 102 – 103 Miami Heat                          | OT | American Airlines Arena, Miami, Floryda Widownia: 19 679 Sędziowie: Monty McCutchen, Tony Brothers, Jason Phillips | TNT |
| 22 maja 20:30 | Raport | Rezultaty w kwartach: 21–22, 21–15, 23–27, 27–28 OT: 10–11    |                                     |                                                              | OT | American Airlines Arena, Miami, Floryda Widownia: 19 679 Sędziowie: Monty McCutchen, Tony Brothers, Jason Phillips | TNT |
| 22 maja 20:30 | Raport | Pkt: Paul George 27 Zb: Lance Stephenson 12 As: George Hill 7 |                                     | Pkt: LeBron James 30 Zb: LeBron James 10 As: LeBron James 10 | OT | American Airlines Arena, Miami, Floryda Widownia: 19 679 Sędziowie: Monty McCutchen, Tony Brothers, Jason Phillips | TNT |

| 24 maja 20:30 | Raport | Indiana Pacers 97 – 93 Miami Heat                        | Indiana Pacers 97 – 93 Miami Heat | Indiana Pacers 97 – 93 Miami Heat                            |  | American Airlines Arena, Miami, Floryda Widownia: 20 022 Sędziowie: Scott Foster, Bill Kennedy, Tom Washington | TNT |
| 24 maja 20:30 | Raport | Rezultaty w kwartach: 28–22, 25–25, 23–27, 21–19         |                                   |                                                              |  | American Airlines Arena, Miami, Floryda Widownia: 20 022 Sędziowie: Scott Foster, Bill Kennedy, Tom Washington | TNT |
| 24 maja 20:30 | Raport | Pkt: Roy Hibbert 29 Zb: Roy Hibbert 10 As: Paul George 6 |                                   | Pkt: LeBron James 36 Zb: LeBron James 8 As: Chalmers, Wade 5 |  | American Airlines Arena, Miami, Floryda Widownia: 20 022 Sędziowie: Scott Foster, Bill Kennedy, Tom Washington | TNT |

| 26 maja 20:30 | Raport | Miami Heat 114 – 96 Indiana Pacers                        | Miami Heat 114 – 96 Indiana Pacers | Miami Heat 114 – 96 Indiana Pacers                      |  | Conseco Fieldhouse, Indianapolis, Indiana Widownia: 18 165 Sędziowie: Ken Mauer, Mike Callahan, Ed Malloy | TNT |
| 26 maja 20:30 | Raport | Rezultaty w kwartach: 34–30, 36–26, 21–20, 23–20          |                                    |                                                         |  | Conseco Fieldhouse, Indianapolis, Indiana Widownia: 18 165 Sędziowie: Ken Mauer, Mike Callahan, Ed Malloy | TNT |
| 26 maja 20:30 | Raport | Pkt: LeBron James 22 Zb: LeBron James 9 As: Dwyane Wade 8 |                                    | Pkt: David West 21 Zb: Roy Hibbert 17 As: Paul George 8 |  | Conseco Fieldhouse, Indianapolis, Indiana Widownia: 18 165 Sędziowie: Ken Mauer, Mike Callahan, Ed Malloy | TNT |

| 28 maja 20:30 | Raport | Miami Heat 92 – 99 Indiana Pacers                      | Miami Heat 92 – 99 Indiana Pacers | Miami Heat 92 – 99 Indiana Pacers                          |  | Conseco Fieldhouse, Indianapolis, Indiana Widownia: 18 165 Sędziowie: Joe Crawford, Rodney Mott, Derrick Stafford | TNT |
| 28 maja 20:30 | Raport | Rezultaty w kwartach: 22–26, 25–22, 23–29, 22–22       |                                   |                                                            |  | Conseco Fieldhouse, Indianapolis, Indiana Widownia: 18 165 Sędziowie: Joe Crawford, Rodney Mott, Derrick Stafford | TNT |
| 28 maja 20:30 | Raport | Pkt: LeBron James 24 Zb: Ray Allen 7 As: Dwyane Wade 6 |                                   | Pkt: Roy Hibbert 17 Zb: West, Hibbert 12 As: George Hill 6 |  | Conseco Fieldhouse, Indianapolis, Indiana Widownia: 18 165 Sędziowie: Joe Crawford, Rodney Mott, Derrick Stafford | TNT |

| 30 maja 20:30 | Raport | Indiana Pacers 79 – 90 Miami Heat                        | Indiana Pacers 79 – 90 Miami Heat | Indiana Pacers 79 – 90 Miami Heat                             |  | Widownia: 19 913 Sędziowie: Dan Crawford, James Capers, Marc Davis | TNT |
| 30 maja 20:30 | Raport | Rezultaty w kwartach: 23–19, 21–21, 13–30, 22–20         |                                   |                                                               |  | Widownia: 19 913 Sędziowie: Dan Crawford, James Capers, Marc Davis | TNT |
| 30 maja 20:30 | Raport | Pkt: Paul George 27 Zb: Paul George 11 As: Paul George 5 |                                   | Pkt: LeBron James 30 Zb: LeBron James 8 As: Chalmers, James 6 |  | Widownia: 19 913 Sędziowie: Dan Crawford, James Capers, Marc Davis | TNT |

| 1 czerwca 20:30 | Raport | Miami Heat 77 – 91 Indiana Pacers                          | Miami Heat 77 – 91 Indiana Pacers | Miami Heat 77 – 91 Indiana Pacers                       |  | Conseco Fieldhouse, Indianapolis, Indiana Widownia: 18 165 Sędziowie: Monty McCutchen, Tony Brothers, Jason Phillips | TNT |
| 1 czerwca 20:30 | Raport | Rezultaty w kwartach: 23–21, 17–18, 15–29, 22–23           |                                   |                                                         |  | Conseco Fieldhouse, Indianapolis, Indiana Widownia: 18 165 Sędziowie: Monty McCutchen, Tony Brothers, Jason Phillips | TNT |
| 1 czerwca 20:30 | Raport | Pkt: LeBron James 29 Zb: Joel Anthony 8 As: LeBron James 6 |                                   | Pkt: Paul George 28 Zb: David West 14 As: George Hill 6 |  | Conseco Fieldhouse, Indianapolis, Indiana Widownia: 18 165 Sędziowie: Monty McCutchen, Tony Brothers, Jason Phillips | TNT |

| 3 czerwca 20:30 | Raport | Indiana Pacers 76 – 99 Miami Heat                            | Indiana Pacers 76 – 99 Miami Heat | Indiana Pacers 76 – 99 Miami Heat                        |  | American Airlines Arena, Miami, Floryda Widownia: 20 025 Sędziowie: Scott Foster, Mike Callahan, Ken Mauer | TNT |
| 3 czerwca 20:30 | Raport | Rezultaty w kwartach: 21–19, 16–33, 18–24, 21–23             |                                   |                                                          |  | American Airlines Arena, Miami, Floryda Widownia: 20 025 Sędziowie: Scott Foster, Mike Callahan, Ken Mauer | TNT |
| 3 czerwca 20:30 | Raport | Pkt: Roy Hibbert 18 Zb: Roy Hibbert 8 As: Lance Stephenson 5 |                                   | Pkt: LeBron James 32 Zb: Dwyane Wade 9 As: Cole, James 4 |  | American Airlines Arena, Miami, Floryda Widownia: 20 025 Sędziowie: Scott Foster, Mike Callahan, Ken Mauer | TNT |
| 3 czerwca 20:30 | Raport | Miami wygrywa serię 4-3                                      |                                   |                                                          |  | American Airlines Arena, Miami, Floryda Widownia: 20 025 Sędziowie: Scott Foster, Mike Callahan, Ken Mauer | TNT |

Wyniki w sezonie zasadniczym
| 8 stycznia 2013 | Raport | Miami Heat 77 – 87 Indiana Pacers | Miami Heat 77 – 87 Indiana Pacers | Miami Heat 77 – 87 Indiana Pacers |  | American Airlines Arena, Miami, Floryda |

| 1 lutego 2013 | Raport | Miami Heat 89 – 102 Indiana Pacers | Miami Heat 89 – 102 Indiana Pacers | Miami Heat 89 – 102 Indiana Pacers |  | Conseco Fieldhouse, Indianapolis, Indiana |

| 10 marca 2013 | Raport | Indiana Pacers 91 – 105 Miami Heat | Indiana Pacers 91 – 105 Miami Heat | Indiana Pacers 91 – 105 Miami Heat |  | Conseco Fieldhouse, Indianapolis, Indiana |

Ostatnie spotkanie w Playoff: Półfinał Konferencji Wschodniej 2012 (Miami zwyciężyli 4-2).

## Konferencja Zachodnia

### Pierwsza runda

#### (1) Oklahoma City Thunder vs. (8) Houston Rockets
| 21 kwietnia 21:30 | Raport | Houston Rockets 91 – 120 Oklahoma City Thunder                | Houston Rockets 91 – 120 Oklahoma City Thunder | Houston Rockets 91 – 120 Oklahoma City Thunder                        |  | Chesapeake Energy Arena, Oklahoma City, Oklahoma Widownia: 18 203 Sędziowie: Ron Garretson, Tony Brothers, Zach Zarba | TNT |
| 21 kwietnia 21:30 | Raport | Rezultaty w kwartach: 19–26, 28–34, 19–29, 25–31              |                                                |                                                                       |  | Chesapeake Energy Arena, Oklahoma City, Oklahoma Widownia: 18 203 Sędziowie: Ron Garretson, Tony Brothers, Zach Zarba | TNT |
| 21 kwietnia 21:30 | Raport | Pkt: James Harden 20 Zb: Terrence Jones 8 As: Lin, Beverley 4 |                                                | Pkt: Kevin Durant 24 Zb: Russell Westbrook 8 As: Russell Westbrook 10 |  | Chesapeake Energy Arena, Oklahoma City, Oklahoma Widownia: 18 203 Sędziowie: Ron Garretson, Tony Brothers, Zach Zarba | TNT |

| 24 kwietnia 19:00 | Raport | Houston Rockets 102 – 105 Oklahoma City Thunder              | Houston Rockets 102 – 105 Oklahoma City Thunder | Houston Rockets 102 – 105 Oklahoma City Thunder                 |  | Chesapeake Energy Arena, Oklahoma City, Oklahoma Widownia: 18 203 Sędziowie: Dan Crawford, Marc Davis, Jason Phillips | TNT |
| 24 kwietnia 19:00 | Raport | Rezultaty w kwartach: 28–29, 27–28, 17–21, 30–26             |                                                 |                                                                 |  | Chesapeake Energy Arena, Oklahoma City, Oklahoma Widownia: 18 203 Sędziowie: Dan Crawford, Marc Davis, Jason Phillips | TNT |
| 24 kwietnia 19:00 | Raport | Pkt: James Harden 36 Zb: Ömer Aşık 14 As: Harden, Beverley 6 |                                                 | Pkt: Durant, Westbrook 29 Zb: Serge Ibaka 11 As: Kevin Durant 9 |  | Chesapeake Energy Arena, Oklahoma City, Oklahoma Widownia: 18 203 Sędziowie: Dan Crawford, Marc Davis, Jason Phillips | TNT |

| 27 kwietnia 21:30 | Raport | Oklahoma City Thunder 104 – 101 Houston Rockets             | Oklahoma City Thunder 104 – 101 Houston Rockets | Oklahoma City Thunder 104 – 101 Houston Rockets                |  | Toyota Center, Houston, Teksas Widownia: 18 163 Sędziowie: Joe Crawford, Tony Brown, James Capers | ESPN |
| 27 kwietnia 21:30 | Raport | Rezultaty w kwartach: 39–19, 27–30, 14–27, 24–25            |                                                 |                                                                |  | Toyota Center, Houston, Teksas Widownia: 18 163 Sędziowie: Joe Crawford, Tony Brown, James Capers | ESPN |
| 27 kwietnia 21:30 | Raport | Pkt: Kevin Durant 41 Zb: Kevin Durant 14 As: Kevin Durant 4 |                                                 | Pkt: James Harden 30 Zb: Aşık, Harden 8 As: Chandler Parsons 7 |  | Toyota Center, Houston, Teksas Widownia: 18 163 Sędziowie: Joe Crawford, Tony Brown, James Capers | ESPN |

| 29 kwietnia 21:30 | Raport | Oklahoma City Thunder 103 – 105 Houston Rockets            | Oklahoma City Thunder 103 – 105 Houston Rockets | Oklahoma City Thunder 103 – 105 Houston Rockets                  |  | Toyota Center, Houston, Teksas Widownia: 18 081 Sędziowie: Monty McCutchen, Pat Fraher, Bennett Salvatore | TNT |
| 29 kwietnia 21:30 | Raport | Rezultaty w kwartach: 24–29, 36–24, 24–38, 19–14           |                                                 |                                                                  |  | Toyota Center, Houston, Teksas Widownia: 18 081 Sędziowie: Monty McCutchen, Pat Fraher, Bennett Salvatore | TNT |
| 29 kwietnia 21:30 | Raport | Pkt: Kevin Durant 38 Zb: Kevin Durant 8 As: Kevin Durant 6 |                                                 | Pkt: Chandler Parsons 27 Zb: Ömer Aşık 14 As: Chandler Parsons 8 |  | Toyota Center, Houston, Teksas Widownia: 18 081 Sędziowie: Monty McCutchen, Pat Fraher, Bennett Salvatore | TNT |

| 1 maja 21:30 | Raport | Houston Rockets 107 – 100 Oklahoma City Thunder              | Houston Rockets 107 – 100 Oklahoma City Thunder | Houston Rockets 107 – 100 Oklahoma City Thunder           |  | Chesapeake Energy Arena, Oklahoma City, Oklahoma Widownia: 18 203 Sędziowie: Ken Mauer, Ed Malloy, Bill Spooner | TNT |
| 1 maja 21:30 | Raport | Rezultaty w kwartach: 30–26, 20–17, 37–32, 20–25             |                                                 |                                                           |  | Chesapeake Energy Arena, Oklahoma City, Oklahoma Widownia: 18 203 Sędziowie: Ken Mauer, Ed Malloy, Bill Spooner | TNT |
| 1 maja 21:30 | Raport | Pkt: James Harden 31 Zb: Ömer Aşık 11 As: Chandler Parsons 4 |                                                 | Pkt: Kevin Durant 36 Zb: Serge Ibaka 9 As: Kevin Durant 7 |  | Chesapeake Energy Arena, Oklahoma City, Oklahoma Widownia: 18 203 Sędziowie: Ken Mauer, Ed Malloy, Bill Spooner | TNT |

| 3 maja 21:30 | Raport | Oklahoma City Thunder 103 – 94 Houston Rockets                | Oklahoma City Thunder 103 – 94 Houston Rockets | Oklahoma City Thunder 103 – 94 Houston Rockets           |  | Toyota Center, Houston, Teksas Widownia: 18 357 Sędziowie: Mike Callahan, Sean Corbin, Tom Washington | ESPN |
| 3 maja 21:30 | Raport | Rezultaty w kwartach: 26–29, 32–25, 20–23, 25–17              |                                                |                                                          |  | Toyota Center, Houston, Teksas Widownia: 18 357 Sędziowie: Mike Callahan, Sean Corbin, Tom Washington | ESPN |
| 3 maja 21:30 | Raport | Pkt: Kevin Durant 27 Zb: Nick Collison 9 As: Reggie Jackson 8 |                                                | Pkt: James Harden 26 Zb: Ömer Aşık 13 As: James Harden 7 |  | Toyota Center, Houston, Teksas Widownia: 18 357 Sędziowie: Mike Callahan, Sean Corbin, Tom Washington | ESPN |
| 3 maja 21:30 | Raport | Oklahoma City wygrywa serię 4-2                               |                                                |                                                          |  | Toyota Center, Houston, Teksas Widownia: 18 357 Sędziowie: Mike Callahan, Sean Corbin, Tom Washington | ESPN |

Wyniki w sezonie zasadniczym
| 28 listopada 2012 | Raport | Houston Rockets 98 – 120 Oklahoma City Thunder | Houston Rockets 98 – 120 Oklahoma City Thunder | Houston Rockets 98 – 120 Oklahoma City Thunder |  | Chesapeake Energy Arena, Oklahoma City, Oklahoma |

| 29 grudnia 2012 | Raport | Oklahoma City Thunder 124 – 94 Houston Rockets | Oklahoma City Thunder 124 – 94 Houston Rockets | Oklahoma City Thunder 124 – 94 Houston Rockets |  | Toyota Center, Houston, Teksas |

| 20 lutego 2013 | Raport | Oklahoma City Thunder 119 – 122 Houston Rockets | Oklahoma City Thunder 119 – 122 Houston Rockets | Oklahoma City Thunder 119 – 122 Houston Rockets |  | Toyota Center, Houston, Teksas |

Ostatnie spotkanie w Playoff: Półfinał Konferencji Zachodniej 1997 (Houston zwyciężyli 4-3 z Seattle, poprzednikiem Oklahoma City).

#### (2) San Antonio Spurs vs. (7) Los Angeles Lakers
| 21 kwietnia 13:30 | Raport | Los Angeles Lakers 79 – 91 San Antonio Spurs           | Los Angeles Lakers 79 – 91 San Antonio Spurs | Los Angeles Lakers 79 – 91 San Antonio Spurs                    |  | AT&T Center, San Antonio, Teksas Widownia: 18 581 Sędziowie: Dan Crawford, Marc Davis, Jason Phillips | ABC |
| 21 kwietnia 13:30 | Raport | Rezultaty w kwartach: 15–24, 22–21, 20–25, 22–21       |                                              |                                                                 |  | AT&T Center, San Antonio, Teksas Widownia: 18 581 Sędziowie: Dan Crawford, Marc Davis, Jason Phillips | ABC |
| 21 kwietnia 13:30 | Raport | Pkt: Dwight Howard 20 Zb: Pau Gasol 16 As: Pau Gasol 6 |                                              | Pkt: Parker, Ginóbili 18 Zb: Kawhi Leonard 11 As: Tony Parker 8 |  | AT&T Center, San Antonio, Teksas Widownia: 18 581 Sędziowie: Dan Crawford, Marc Davis, Jason Phillips | ABC |

| 24 kwietnia 21:30 | Raport | Los Angeles Lakers 91 – 102 San Antonio Spurs              | Los Angeles Lakers 91 – 102 San Antonio Spurs | Los Angeles Lakers 91 – 102 San Antonio Spurs                  |  | AT&T Center, San Antonio, Teksas Widownia: 18 581 Sędziowie: Mike Callahan, David Guthrie, Tom Washington | TNT |
| 24 kwietnia 21:30 | Raport | Rezultaty w kwartach: 23–28, 25–28, 20–22, 23–24           |                                               |                                                                |  | AT&T Center, San Antonio, Teksas Widownia: 18 581 Sędziowie: Mike Callahan, David Guthrie, Tom Washington | TNT |
| 24 kwietnia 21:30 | Raport | Pkt: Howard, Blake 16 Zb: Howard, Gasol 9 As: Steve Nash 6 |                                               | Pkt: Tony Parker 28 Zb: Kawhi Leonard 7 As: Parker, Ginóbili 7 |  | AT&T Center, San Antonio, Teksas Widownia: 18 581 Sędziowie: Mike Callahan, David Guthrie, Tom Washington | TNT |

| 26 kwietnia 22:30 | Raport | San Antonio Spurs 120 – 89 Los Angeles Lakers         | San Antonio Spurs 120 – 89 Los Angeles Lakers | San Antonio Spurs 120 – 89 Los Angeles Lakers           |  | Staples Center, Los Angeles, Kalifornia Widownia: 18,997 Sędziowie: Ken Mauer, Ed Malloy, Leon Wood | ESPN |
| 26 kwietnia 22:30 | Raport | Rezultaty w kwartach: 30–18, 25–26, 30–19, 35–26      |                                               |                                                         |  | Staples Center, Los Angeles, Kalifornia Widownia: 18,997 Sędziowie: Ken Mauer, Ed Malloy, Leon Wood | ESPN |
| 26 kwietnia 22:30 | Raport | Pkt: Tim Duncan 26 Zb: Tim Duncan 9 As: Tony Parker 7 |                                               | Pkt: Dwight Howard 25 Zb: Pau Gasol 13 As: Pau Gasol 10 |  | Staples Center, Los Angeles, Kalifornia Widownia: 18,997 Sędziowie: Ken Mauer, Ed Malloy, Leon Wood | ESPN |

| 28 kwietnia 19:00 | Raport | San Antonio Spurs 103 – 82 Los Angeles Lakers                  | San Antonio Spurs 103 – 82 Los Angeles Lakers | San Antonio Spurs 103 – 82 Los Angeles Lakers           |  | Staples Center, Los Angeles, Kalifornia Widownia: 18 997 Sędziowie: Derrick Stafford, Bennie Adams, Rodney Mott | TNT |
| 28 kwietnia 19:00 | Raport | Rezultaty w kwartach: 26–20, 26–14, 26–24, 25–24               |                                               |                                                         |  | Staples Center, Los Angeles, Kalifornia Widownia: 18 997 Sędziowie: Derrick Stafford, Bennie Adams, Rodney Mott | TNT |
| 28 kwietnia 19:00 | Raport | Pkt: Tony Parker 23 Zb: Kawhi Leonard 7 As: Ginóbili, Joseph 6 |                                               | Pkt: Pau Gasol 16 Zb: Gasol, Howard 8 As: Chris Duhon 7 |  | Staples Center, Los Angeles, Kalifornia Widownia: 18 997 Sędziowie: Derrick Stafford, Bennie Adams, Rodney Mott | TNT |
| 28 kwietnia 19:00 | Raport | San Antonio wygrywa serię 4-0                                  |                                               |                                                         |  | Staples Center, Los Angeles, Kalifornia Widownia: 18 997 Sędziowie: Derrick Stafford, Bennie Adams, Rodney Mott | TNT |

Wyniki w sezonie zasadniczym
| 13 listopada 2012 | Raport | San Antonio Spurs 84 – 82 Los Angeles Lakers | San Antonio Spurs 84 – 82 Los Angeles Lakers | San Antonio Spurs 84 – 82 Los Angeles Lakers |  | Staples Center, Los Angeles, Kalifornia |

| 9 stycznia 2013 | Raport | Los Angeles Lakers 105 – 108 San Antonio Spurs | Los Angeles Lakers 105 – 108 San Antonio Spurs | Los Angeles Lakers 105 – 108 San Antonio Spurs |  | AT&T Center, San Antonio, Teksas |

| 14 kwietnia 2013 | Raport | San Antonio Spurs 86 – 91 Los Angeles Lakers | San Antonio Spurs 86 – 91 Los Angeles Lakers | San Antonio Spurs 86 – 91 Los Angeles Lakers |  | Staples Center, Los Angeles, Kalifornia |

Ostatnie spotkanie w Playoff: Finał Konferencji Zachdoniej 2008 (Los Angeles Lakers zwyciężyli 4-1).

#### (3) Denver Nuggets vs. (6) Golden State Warriors
| 20 kwietnia 17:30 | Raport | Golden State Warriors 95 – 97 Denver Nuggets                | Golden State Warriors 95 – 97 Denver Nuggets | Golden State Warriors 95 – 97 Denver Nuggets                       |  | Pepsi Center, Denver, Kolorado Widownia: 19 155 Sędziowie: Mike Callahan, David Guthrie, Tom Washington | ESPN |
| 20 kwietnia 17:30 | Raport | Rezultaty w kwartach: 25–28, 23–16, 16–27, 31–26            |                                              |                                                                    |  | Pepsi Center, Denver, Kolorado Widownia: 19 155 Sędziowie: Mike Callahan, David Guthrie, Tom Washington | ESPN |
| 20 kwietnia 17:30 | Raport | Pkt: Klay Thompson 22 Zb: Lee, Bogut 14 As: Jarrett Jack 10 |                                              | Pkt: Andre Miller 28 Zb: Wilson Chandler 13 As: Iguodala, Miller 5 |  | Pepsi Center, Denver, Kolorado Widownia: 19 155 Sędziowie: Mike Callahan, David Guthrie, Tom Washington | ESPN |

| 23 kwietnia 22:30 | Raport | Golden State Warriors 131 – 117 Denver Nuggets                | Golden State Warriors 131 – 117 Denver Nuggets | Golden State Warriors 131 – 117 Denver Nuggets                |  | Pepsi Center, Denver, Kolorado Widownia: 19 155 Sędziowie: Scott Foster, John Goble, Bill Kennedy | TNT |
| 23 kwietnia 22:30 | Raport | Rezultaty w kwartach: 26–28, 35–25, 35–27, 35–37              |                                                |                                                               |  | Pepsi Center, Denver, Kolorado Widownia: 19 155 Sędziowie: Scott Foster, John Goble, Bill Kennedy | TNT |
| 23 kwietnia 22:30 | Raport | Pkt: Stephen Curry 30 Zb: Andrew Bogut 8 As: Stephen Curry 13 |                                                | Pkt: Brewer, Lawson 19 Zb: Wilson Chandler 6 As: Ty Lawson 12 |  | Pepsi Center, Denver, Kolorado Widownia: 19 155 Sędziowie: Scott Foster, John Goble, Bill Kennedy | TNT |

| 26 kwietnia 22:30 | Raport | Denver Nuggets 108 – 110 Golden State Warriors           | Denver Nuggets 108 – 110 Golden State Warriors | Denver Nuggets 108 – 110 Golden State Warriors               |  | Oracle Arena, Oakland, Kalifornia Widownia: 19 596 Sędziowie: Derrick Stafford, Bennie Adams, Rodney Mott | ESPN2 |
| 26 kwietnia 22:30 | Raport | Rezultaty w kwartach: 32–32, 34–22, 18–33, 24–23         |                                                |                                                              |  | Oracle Arena, Oakland, Kalifornia Widownia: 19 596 Sędziowie: Derrick Stafford, Bennie Adams, Rodney Mott | ESPN2 |
| 26 kwietnia 22:30 | Raport | Pkt: Ty Lawson 35 Zb: Ty Lawson 10 As: Wilson Chandler 9 |                                                | Pkt: Stephen Curry29 Zb: Andrew Bogut 9 As: Stephen Curry 11 |  | Oracle Arena, Oakland, Kalifornia Widownia: 19 596 Sędziowie: Derrick Stafford, Bennie Adams, Rodney Mott | ESPN2 |

| 28 kwietnia 21:30 | Raport | Denver Nuggets 101 – 115 Golden State Warriors          | Denver Nuggets 101 – 115 Golden State Warriors | Denver Nuggets 101 – 115 Golden State Warriors                |  | Oracle Arena, Oakland, Kalifornia Widownia: 19 596 Sędziowie: Ken Mauer, Ed Malloy, Leon Wood | TNT |
| 28 kwietnia 21:30 | Raport | Rezultaty w kwartach: 21–25, 23–31, 28–35, 29–24        |                                                |                                                               |  | Oracle Arena, Oakland, Kalifornia Widownia: 19 596 Sędziowie: Ken Mauer, Ed Malloy, Leon Wood | TNT |
| 28 kwietnia 21:30 | Raport | Pkt: Ty Lawson 26 Zb: Kenneth Faried 12 As: Ty Lawson 6 |                                                | Pkt: Stephen Curry 31 Zb: Draymond Green 6 As: Jarrett Jack 9 |  | Oracle Arena, Oakland, Kalifornia Widownia: 19 596 Sędziowie: Ken Mauer, Ed Malloy, Leon Wood | TNT |

| 30 kwietnia 20:00 | Raport | Golden State Warriors 100 – 107 Denver Nuggets                    | Golden State Warriors 100 – 107 Denver Nuggets | Golden State Warriors 100 – 107 Denver Nuggets                |  | Pepsi Center, Denver, Kolorado Widownia: 19 155 Sędziowie: Ron Garretson, Tony Brothers, Eric Lewis | TNT |
| 30 kwietnia 20:00 | Raport | Rezultaty w kwartach: 22–36, 24–30, 23–20, 31–21                  |                                                |                                                               |  | Pepsi Center, Denver, Kolorado Widownia: 19 155 Sędziowie: Ron Garretson, Tony Brothers, Eric Lewis | TNT |
| 30 kwietnia 20:00 | Raport | Pkt: Harrison Barnes 23 Zb: Harrison Barnes 9 As: Stephen Curry 8 |                                                | Pkt: Andre Iguodala 25 Zb: Andre Iguodala 12 As: Ty Lawson 10 |  | Pepsi Center, Denver, Kolorado Widownia: 19 155 Sędziowie: Ron Garretson, Tony Brothers, Eric Lewis | TNT |

| 2 maja 22:30 | Raport | Denver Nuggets 88 – 92 Golden State Warriors                        | Denver Nuggets 88 – 92 Golden State Warriors | Denver Nuggets 88 – 92 Golden State Warriors                  |  | Oracle Arena, Oakland, Kalifornia Widownia: 19 596 Sędziowie: Dan Crawford, Marc Davis, Michael Smith | TNT |
| 2 maja 22:30 | Raport | Rezultaty w kwartach: 25-21, 17-19, 20–33, 26–19                    |                                              |                                                               |  | Oracle Arena, Oakland, Kalifornia Widownia: 19 596 Sędziowie: Dan Crawford, Marc Davis, Michael Smith | TNT |
| 2 maja 22:30 | Raport | Pkt: Andre Iguodala 24 Zb: Kenneth Faried 11 As: Iguodala, Lawson 6 |                                              | Pkt: Stephen Curry 22 Zb: Andrew Bogut 21 As: Stephen Curry 8 |  | Oracle Arena, Oakland, Kalifornia Widownia: 19 596 Sędziowie: Dan Crawford, Marc Davis, Michael Smith | TNT |
| 2 maja 22:30 | Raport | Golden State wygrywa serię 4-2                                      |                                              |                                                               |  | Oracle Arena, Oakland, Kalifornia Widownia: 19 596 Sędziowie: Dan Crawford, Marc Davis, Michael Smith | TNT |

Wyniki w sezonie zasadniczym
| 10 listopada 2012 | Raport | Denver Nuggets 107 – 101 Golden State Warriors | Denver Nuggets 107 – 101 Golden State Warriors | Denver Nuggets 107 – 101 Golden State Warriors |  | Oracle Arena, Oakland, Kalifornia |

| 23 listopada 2012 | Raport | Golden State Warriors 91 – 102 Denver Nuggets | Golden State Warriors 91 – 102 Denver Nuggets | Golden State Warriors 91 – 102 Denver Nuggets |  | Pepsi Center, Denver, Kolorado |

| 29 listopada 2012 | Raport | Denver Nuggets 105 – 106 Golden State Warriors | Denver Nuggets 105 – 106 Golden State Warriors | Denver Nuggets 105 – 106 Golden State Warriors |  | Oracle Arena, Oakland, Kalifornia |

| 13 stycznia 2013 | Raport | Golden State Warriors 105 – 116 Denver Nuggets | Golden State Warriors 105 – 116 Denver Nuggets | Golden State Warriors 105 – 116 Denver Nuggets |  | Pepsi Center, Denver, Kolorado |

Ostatnie spotkanie w Playoff: Pierwsze spotkanie pomiędzy Nuggets i Warriors.

#### (4) Los Angeles Clippers vs. (5) Memphis Grizzlies
| 20 kwietnia 22:30 | Raport | Memphis Grizzlies 91 – 112 Los Angeles Clippers        | Memphis Grizzlies 91 – 112 Los Angeles Clippers | Memphis Grizzlies 91 – 112 Los Angeles Clippers          |  | Staples Center, Los Angeles, Kalifornia Widownia: 19 373 Sędziowie: Scott Foster, John Goble, Bill Kennedy | ESPN |
| 20 kwietnia 22:30 | Raport | Rezultaty w kwartach: 21–29, 30–28, 18–18, 22–37       |                                                 |                                                          |  | Staples Center, Los Angeles, Kalifornia Widownia: 19 373 Sędziowie: Scott Foster, John Goble, Bill Kennedy | ESPN |
| 20 kwietnia 22:30 | Raport | Pkt: Jerryd Bayless 19 Zb: Ed Davis 6 As: Marc Gasol 7 |                                                 | Pkt: Chris Paul 23 Zb: DeAndre Jordan 8 As: Chris Paul 7 |  | Staples Center, Los Angeles, Kalifornia Widownia: 19 373 Sędziowie: Scott Foster, John Goble, Bill Kennedy | ESPN |

| 22 kwietnia 22:30 | Raport | Memphis Grizzlies 91 – 93 Los Angeles Clippers          | Memphis Grizzlies 91 – 93 Los Angeles Clippers | Memphis Grizzlies 91 – 93 Los Angeles Clippers          |  | Staples Center, Los Angeles, Kalifornia Widownia: 19 276 Sędziowie: Mike Callahan, David Guthrie, Tom Washington | TNT |
| 22 kwietnia 22:30 | Raport | Rezultaty w kwartach: 26–26, 18–24, 27–25, 20–18        |                                                |                                                         |  | Staples Center, Los Angeles, Kalifornia Widownia: 19 276 Sędziowie: Mike Callahan, David Guthrie, Tom Washington | TNT |
| 22 kwietnia 22:30 | Raport | Pkt: Mike Conley 28 Zb: Tony Allen 10 As: Mike Conley 9 |                                                | Pkt: Chris Paul 24 Zb: Blake Griffin 8 As: Chris Paul 9 |  | Staples Center, Los Angeles, Kalifornia Widownia: 19 276 Sędziowie: Mike Callahan, David Guthrie, Tom Washington | TNT |

| 25 kwietnia 21:30 | Raport | Los Angeles Clippers 82 – 94 Memphis Grizzlies              | Los Angeles Clippers 82 – 94 Memphis Grizzlies | Los Angeles Clippers 82 – 94 Memphis Grizzlies                |  | FedEx Forum, Memphis, Tennessee Widownia: 18 119 Sędziowie: Ron Garretson, Tony Brothers, Eric Lewis | TNT |
| 25 kwietnia 21:30 | Raport | Rezultaty w kwartach: 20–23, 19–24, 23–23, 20–24            |                                                |                                                               |  | FedEx Forum, Memphis, Tennessee Widownia: 18 119 Sędziowie: Ron Garretson, Tony Brothers, Eric Lewis | TNT |
| 25 kwietnia 21:30 | Raport | Pkt: Blake Griffin 16 Zb: DeAndre Jordan 8 As: Chris Paul 4 |                                                | Pkt: Zach Randolph 27 Zb: Zach Randolph 11 As: Mike Conley 10 |  | FedEx Forum, Memphis, Tennessee Widownia: 18 119 Sędziowie: Ron Garretson, Tony Brothers, Eric Lewis | TNT |

| 27 kwietnia 16:30 | Raport | Los Angeles Clippers 83 – 104 Memphis Grizzlies             | Los Angeles Clippers 83 – 104 Memphis Grizzlies | Los Angeles Clippers 83 – 104 Memphis Grizzlies              |  | FedEx Forum, Memphis, Tennessee Widownia: 18 119 Sędziowie: Monty McCutchen, Pat Fraher, Bennett Salvatore | TNT |
| 27 kwietnia 16:30 | Raport | Rezultaty w kwartach: 25–33, 22–13, 20–25, 16–33            |                                                 |                                                              |  | FedEx Forum, Memphis, Tennessee Widownia: 18 119 Sędziowie: Monty McCutchen, Pat Fraher, Bennett Salvatore | TNT |
| 27 kwietnia 16:30 | Raport | Pkt: Griffin, Paul 19 Zb: Blake Griffin 10 As: Chris Paul 6 |                                                 | Pkt: Randolph, Gasol 24 Zb: Marc Gasol 13 As: Mike Conley 13 |  | FedEx Forum, Memphis, Tennessee Widownia: 18 119 Sędziowie: Monty McCutchen, Pat Fraher, Bennett Salvatore | TNT |

| 30 kwietnia | Raport | Memphis Grizzlies 103 – 93 Los Angeles Clippers              | Memphis Grizzlies 103 – 93 Los Angeles Clippers | Memphis Grizzlies 103 – 93 Los Angeles Clippers          |  | Staples Center, Los Angeles, Kalifornia Widownia: 19 384 Sędziowie: Dan Crawford, Marc Davis, Jason Phillips | TNT |
| 30 kwietnia | Raport | Rezultaty w kwartach: 26–28, 28–20, 19–17, 30–28             |                                                 |                                                          |  | Staples Center, Los Angeles, Kalifornia Widownia: 19 384 Sędziowie: Dan Crawford, Marc Davis, Jason Phillips | TNT |
| 30 kwietnia | Raport | Pkt: Zach Randolph 25 Zb: Zach Randolph 11 As: Mike Conley 6 |                                                 | Pkt: Chris Paul 35 Zb: Matt Barnes 9 As: Blake Griffin 5 |  | Staples Center, Los Angeles, Kalifornia Widownia: 19 384 Sędziowie: Dan Crawford, Marc Davis, Jason Phillips | TNT |

| 3 maja 21:30 | Raport | Los Angeles Clippers 105 – 118 Memphis Grizzlies        | Los Angeles Clippers 105 – 118 Memphis Grizzlies | Los Angeles Clippers 105 – 118 Memphis Grizzlies              |  | FedEx Forum, Memphis, Tennessee Widownia: 18 119 Sędziowie: Joe Crawford, Rodney Mott, Derrick Stafford | ESPN |
| 3 maja 21:30 | Raport | Rezultaty w kwartach: 26-29, 27-29, 26-34, 26-26        |                                                  |                                                               |  | FedEx Forum, Memphis, Tennessee Widownia: 18 119 Sędziowie: Joe Crawford, Rodney Mott, Derrick Stafford | ESPN |
| 3 maja 21:30 | Raport | Pkt: Matt Barnes 30 Zb: Matt Barnes 10 As: Chris Paul 8 |                                                  | Pkt: Randolph, Conley 23 Zb: Gasol, Allen 7 As: Mike Conley 7 |  | FedEx Forum, Memphis, Tennessee Widownia: 18 119 Sędziowie: Joe Crawford, Rodney Mott, Derrick Stafford | ESPN |
| 3 maja 21:30 | Raport | Memphis wygrywa w serii 4-2                             |                                                  |                                                               |  | FedEx Forum, Memphis, Tennessee Widownia: 18 119 Sędziowie: Joe Crawford, Rodney Mott, Derrick Stafford | ESPN |

Wyniki w sezonie zasadniczym
| 31 października 2012 | Raport | Memphis Grizzlies 92 – 101 Los Angeles Clippers | Memphis Grizzlies 92 – 101 Los Angeles Clippers | Memphis Grizzlies 92 – 101 Los Angeles Clippers |  | Staples Center, Los Angeles, Kalifornia |

| 14 stycznia 2013 | Raport | Los Angeles Clippers 99 – 73 Memphis Grizzlies | Los Angeles Clippers 99 – 73 Memphis Grizzlies | Los Angeles Clippers 99 – 73 Memphis Grizzlies |  | FedEx Forum, Memphis, Tennessee |

| 13 marca 2013 | Raport | Memphis Grizzlies 96 – 85 Los Angeles Clippers | Memphis Grizzlies 96 – 85 Los Angeles Clippers | Memphis Grizzlies 96 – 85 Los Angeles Clippers |  | Staples Center, Los Angeles, Kalifornia |

| 13 kwietnia 2013 | Raport | Los Angeles Clippers 91 – 87 Memphis Grizzlies | Los Angeles Clippers 91 – 87 Memphis Grizzlies | Los Angeles Clippers 91 – 87 Memphis Grizzlies |  | FedEx Forum, Memphis, Tennessee |

Ostatnie spotkanie w Playoff: Pierwsza Runda Konferencji Zachodniej 2012 (Los Angeles Clippers zwyciężyli 4-3).

### Półfinały Konferencji

#### (1) Oklahoma City Thunder vs. (5) Memphis Grizzlies
| 5 maja 13:00 | Raport | Memphis Grizzlies 91 – 93 Oklahoma City Thunder                          | Memphis Grizzlies 91 – 93 Oklahoma City Thunder | Memphis Grizzlies 91 – 93 Oklahoma City Thunder             |  | Chesapeake Energy Arena, Oklahoma City, Oklahoma Widownia: 18 203 Sędziowie: Scott Foster, John Goble, Bill Kennedy | ABC |
| 5 maja 13:00 | Raport | Rezultaty w kwartach: 16–14, 30–33, 27–17, 18–29                         |                                                 |                                                             |  | Chesapeake Energy Arena, Oklahoma City, Oklahoma Widownia: 18 203 Sędziowie: Scott Foster, John Goble, Bill Kennedy | ABC |
| 5 maja 13:00 | Raport | Pkt: Marc Gasol 20 Zb: Randolph, Gasol 10 As: Gasol, Conley, Pondexter 3 |                                                 | Pkt: Kevin Durant 35 Zb: Kevin Durant 15 As: Kevin Durant 6 |  | Chesapeake Energy Arena, Oklahoma City, Oklahoma Widownia: 18 203 Sędziowie: Scott Foster, John Goble, Bill Kennedy | ABC |

| 7 maja 21:30 | Raport | Memphis Grizzlies 99 – 93 Oklahoma City Thunder          | Memphis Grizzlies 99 – 93 Oklahoma City Thunder | Memphis Grizzlies 99 – 93 Oklahoma City Thunder             |  | Chesapeake Energy Arena, Oklahoma City, Oklahoma Widownia: 18 203 Sędziowie: Monty McCutchen, Ron Garretson, Gary Zielinski | TNT |
| 7 maja 21:30 | Raport | Rezultaty w kwartach: 23–21, 31–30, 15–23, 30–19         |                                                 |                                                             |  | Chesapeake Energy Arena, Oklahoma City, Oklahoma Widownia: 18 203 Sędziowie: Monty McCutchen, Ron Garretson, Gary Zielinski | TNT |
| 7 maja 21:30 | Raport | Pkt: Mike Conley 26 Zb: Mike Conley 10 As: Mike Conley 9 |                                                 | Pkt: Kevin Durant 36 Zb: Kevin Durant 11 As: Kevin Durant 9 |  | Chesapeake Energy Arena, Oklahoma City, Oklahoma Widownia: 18 203 Sędziowie: Monty McCutchen, Ron Garretson, Gary Zielinski | TNT |

| 11 maja 17:00 | Raport | Oklahoma City Thunder 81 – 87 Memphis Grizzlies             | Oklahoma City Thunder 81 – 87 Memphis Grizzlies | Oklahoma City Thunder 81 – 87 Memphis Grizzlies             |  | FedEx Forum, Memphis, Tennessee Widownia: 18 119 Sędziowie: Ken Mauer, Ed Malloy, Tom Washington | ESPN |
| 11 maja 17:00 | Raport | Rezultaty w kwartach: 18–22, 27–22, 15–22, 21–21            |                                                 |                                                             |  | FedEx Forum, Memphis, Tennessee Widownia: 18 119 Sędziowie: Ken Mauer, Ed Malloy, Tom Washington | ESPN |
| 11 maja 17:00 | Raport | Pkt: Kevin Durant 25 Zb: Kevin Durant 11 As: Kevin Durant 5 |                                                 | Pkt: Marc Gasol 20 Zb: Zach Randolph 10 As: Zach Randolph 9 |  | FedEx Forum, Memphis, Tennessee Widownia: 18 119 Sędziowie: Ken Mauer, Ed Malloy, Tom Washington | ESPN |

| 13 maja 21:30 | Raport | Oklahoma City Thunder 97 – 103 Memphis Grizzlies             | Oklahoma City Thunder 97 – 103 Memphis Grizzlies | Oklahoma City Thunder 97 – 103 Memphis Grizzlies              | OT | FedEx Forum, Memphis, Tennessee Widownia: 18 119 Sędziowie: Joe Crawford, James Capers, Bennett Salvatore | TNT |
| 13 maja 21:30 | Raport | Rezultaty w kwartach: 29–18, 27–30, 20–28, 18–18 OT: 3–9     |                                                  |                                                               | OT | FedEx Forum, Memphis, Tennessee Widownia: 18 119 Sędziowie: Joe Crawford, James Capers, Bennett Salvatore | TNT |
| 13 maja 21:30 | Raport | Pkt: Kevin Durant 27 Zb: Serge Ibaka 14 As: Reggie Jackson 8 |                                                  | Pkt: Mike Conley 24 Zb: Zach Randolph 12 As: Conley, Prince 5 | OT | FedEx Forum, Memphis, Tennessee Widownia: 18 119 Sędziowie: Joe Crawford, James Capers, Bennett Salvatore | TNT |

| 15 maja 21:30 | Raport | Memphis Grizzlies 88 – 84 Oklahoma City Thunder               | Memphis Grizzlies 88 – 84 Oklahoma City Thunder | Memphis Grizzlies 88 – 84 Oklahoma City Thunder              |  | Chesapeake Energy Arena, Oklahoma City, Oklahoma Widownia: 18 203 Sędziowie: Dan Crawford, Marc Davis, Jason Phillips | TNT |
| 15 maja 21:30 | Raport | Rezultaty w kwartach: 18–23, 32–15, 14–24, 24–22              |                                                 |                                                              |  | Chesapeake Energy Arena, Oklahoma City, Oklahoma Widownia: 18 203 Sędziowie: Dan Crawford, Marc Davis, Jason Phillips | TNT |
| 15 maja 21:30 | Raport | Pkt: Zach Randolph 28 Zb: Zach Randolph 14 As: Mike Conley 11 |                                                 | Pkt: Kevin Durant 21 Zb: Reggie Jackson 9 As: Kevin Durant 6 |  | Chesapeake Energy Arena, Oklahoma City, Oklahoma Widownia: 18 203 Sędziowie: Dan Crawford, Marc Davis, Jason Phillips | TNT |
| 15 maja 21:30 | Raport | Memphis wygrywa serię 4-1                                     |                                                 |                                                              |  | Chesapeake Energy Arena, Oklahoma City, Oklahoma Widownia: 18 203 Sędziowie: Dan Crawford, Marc Davis, Jason Phillips | TNT |

Wyniki w sezonie zasadniczym
| 14 lutego 2012 | Raport | Memphis Grizzlies 107 – 97 Oklahoma City Thunder | Memphis Grizzlies 107 – 97 Oklahoma City Thunder | Memphis Grizzlies 107 – 97 Oklahoma City Thunder |  | Chesapeake Energy Arena, Oklahoma City, Oklahoma |

| 31 stycznia 2013 | Raport | Memphis Grizzlies 89 – 106 Oklahoma City Thunder | Memphis Grizzlies 89 – 106 Oklahoma City Thunder | Memphis Grizzlies 89 – 106 Oklahoma City Thunder |  | Chesapeake Energy Arena, Oklahoma City, Oklahoma |

| 20 marca 2013 | Raport | Oklahoma City Thunder 89 – 90 Memphis Grizzlies | Oklahoma City Thunder 89 – 90 Memphis Grizzlies | Oklahoma City Thunder 89 – 90 Memphis Grizzlies |  | FedEx Forum, Memphis, Tennessee |

Ostatnie spotkanie w Playoff: Półfinał Konferencji Wschodniej 2011 (Oklahoma City zwyciężyli 4-3).

#### (2) San Antonio Spurs vs. (6) Golden State Warriors
| 6 maja 21:30 | Raport | Golden State Warriors 127 – 129 San Antonio Spurs               | Golden State Warriors 127 – 129 San Antonio Spurs | Golden State Warriors 127 – 129 San Antonio Spurs          | 2OT | AT&T Center, San Antonio, Teksas Widownia: 18 581 Sędziowie: Mike Callahan, Tony Brothers, Zach Zarba | TNT |
| 6 maja 21:30 | Raport | Rezultaty w kwartach: 28–25, 25–24, 39–31, 14–26 OT: 9–9, 12–14 |                                                   |                                                            | 2OT | AT&T Center, San Antonio, Teksas Widownia: 18 581 Sędziowie: Mike Callahan, Tony Brothers, Zach Zarba | TNT |
| 6 maja 21:30 | Raport | Pkt: Stephen Curry 44 Zb: Andrew Bogut 15 As: Stephen Curry 11  |                                                   | Pkt: Tony Parker 28 Zb: Tim Duncan 11 As: Manu Ginóbili 11 | 2OT | AT&T Center, San Antonio, Teksas Widownia: 18 581 Sędziowie: Mike Callahan, Tony Brothers, Zach Zarba | TNT |

| 8 maja 21:30 | Raport | Golden State Warriors 100 – 91 San Antonio Spurs                | Golden State Warriors 100 – 91 San Antonio Spurs | Golden State Warriors 100 – 91 San Antonio Spurs            |  | AT&T Center, San Antonio, Teksas Widownia: 18 581 Sędziowie: Dan Crawford, James Capers, Jason Phillips | TNT |
| 8 maja 21:30 | Raport | Rezultaty w kwartach: 28–23, 34–20, 21–29, 17–19                |                                                  |                                                             |  | AT&T Center, San Antonio, Teksas Widownia: 18 581 Sędziowie: Dan Crawford, James Capers, Jason Phillips | TNT |
| 8 maja 21:30 | Raport | Pkt: Klay Thompson 34 Zb: Klay Thompson 14 As: Draymond Green 5 |                                                  | Pkt: Tim Duncan 23 Zb: Kawhi Leonard 12 As: Manu Ginóbili 4 |  | AT&T Center, San Antonio, Teksas Widownia: 18 581 Sędziowie: Dan Crawford, James Capers, Jason Phillips | TNT |

| 10 maja 22:30 | Raport | San Antonio Spurs 102 – 92 Golden State Warriors        | San Antonio Spurs 102 – 92 Golden State Warriors | San Antonio Spurs 102 – 92 Golden State Warriors              |  | Oracle Arena, Oakland, Kalifornia Widownia: 19 596 Sędziowie: Monty McCutchen, Rodney Mott, Bill Spooner | ESPN |
| 10 maja 22:30 | Raport | Rezultaty w kwartach: 32–23, 25–25, 22–21, 23–23        |                                                  |                                                               |  | Oracle Arena, Oakland, Kalifornia Widownia: 19 596 Sędziowie: Monty McCutchen, Rodney Mott, Bill Spooner | ESPN |
| 10 maja 22:30 | Raport | Pkt: Tony Parker 32 Zb: Tim Duncan 10 As: Tony Parker 5 |                                                  | Pkt: Klay Thompson 17 Zb: Andrew Bogut 12 As: Stephen Curry 8 |  | Oracle Arena, Oakland, Kalifornia Widownia: 19 596 Sędziowie: Monty McCutchen, Rodney Mott, Bill Spooner | ESPN |

| 12 maja 15:30 | Raport | San Antonio Spurs 87 – 97 Golden State Warriors                                | San Antonio Spurs 87 – 97 Golden State Warriors | San Antonio Spurs 87 – 97 Golden State Warriors                       | OT | Oracle Arena, Oakland, Kalifornia Widownia: 19 596 Sędziowie: Scott Foster, John Goble, Bill Kennedy | ABC |
| 12 maja 15:30 | Raport | Rezultaty w kwartach: 26–19, 19–18, 17–23, 22–24 OT: 3–13                      |                                                 |                                                                       | OT | Oracle Arena, Oakland, Kalifornia Widownia: 19 596 Sędziowie: Scott Foster, John Goble, Bill Kennedy | ABC |
| 12 maja 15:30 | Raport | Pkt: Manu Ginóbili 21 Zb: Tim Duncan 15 As: Splitter, Parker, Diaw, Ginóbili 3 |                                                 | Pkt: Harrison Barnes 26 Zb: Andrew Bogut 18 As: Landry, Curry, Jack 4 | OT | Oracle Arena, Oakland, Kalifornia Widownia: 19 596 Sędziowie: Scott Foster, John Goble, Bill Kennedy | ABC |

| 14 maja 21:30 | Raport | Golden State Warriors 91 – 109 San Antonio Spurs                  | Golden State Warriors 91 – 109 San Antonio Spurs | Golden State Warriors 91 – 109 San Antonio Spurs         |  | AT&T Center, San Antonio, Teksas Widownia: 18 581 Sędziowie: Ken Mauer, Ed Malloy, Tom Washington | TNT |
| 14 maja 21:30 | Raport | Rezultaty w kwartach: 28–37, 23–17, 21–29, 19–26                  |                                                  |                                                          |  | AT&T Center, San Antonio, Teksas Widownia: 18 581 Sędziowie: Ken Mauer, Ed Malloy, Tom Washington | TNT |
| 14 maja 21:30 | Raport | Pkt: Harrison Barnes 25 Zb: Harrison Barnes 7 As: Stephen Curry 8 |                                                  | Pkt: Tony Parker 25 Zb: Tim Duncan 11 As: Tony Parker 10 |  | AT&T Center, San Antonio, Teksas Widownia: 18 581 Sędziowie: Ken Mauer, Ed Malloy, Tom Washington | TNT |

| 16 maja 22:30 | Raport | San Antonio Spurs 94 – 82 Golden State Warriors              | San Antonio Spurs 94 – 82 Golden State Warriors | San Antonio Spurs 94 – 82 Golden State Warriors              |  | Oracle Arena, Oakland, Kalifornia Widownia: 19 596 Sędziowie: Joe Crawford, Sean Corbin, Derrick Stafford | TNT |
| 16 maja 22:30 | Raport | Rezultaty w kwartach: 21–19, 26–21, 19–19, 28–23             |                                                 |                                                              |  | Oracle Arena, Oakland, Kalifornia Widownia: 19 596 Sędziowie: Joe Crawford, Sean Corbin, Derrick Stafford | TNT |
| 16 maja 22:30 | Raport | Pkt: Tim Duncan 19 Zb: Kawhi Leonard 10 As: Manu Ginóbili 11 |                                                 | Pkt: Stephen Curry 22 Zb: Bogut, Ezeli 7 As: Stephen Curry 6 |  | Oracle Arena, Oakland, Kalifornia Widownia: 19 596 Sędziowie: Joe Crawford, Sean Corbin, Derrick Stafford | TNT |
| 16 maja 22:30 | Raport | San Antonio wygrywa serię 4-2                                |                                                 |                                                              |  | Oracle Arena, Oakland, Kalifornia Widownia: 19 596 Sędziowie: Joe Crawford, Sean Corbin, Derrick Stafford | TNT |

Wyniki w sezonie zasadniczym
| 18 stycznia 2013 | Raport | Golden State Warriors 88 – 95 San Antonio Spurs | Golden State Warriors 88 – 95 San Antonio Spurs | Golden State Warriors 88 – 95 San Antonio Spurs |  | AT&T Center, San Antonio, Teksas |

| 22 lutego 2013 | Raport | San Antonio Spurs 101 – 107 Golden State Warriors | San Antonio Spurs 101 – 107 Golden State Warriors | San Antonio Spurs 101 – 107 Golden State Warriors |  | Oracle Arena, Oakland, Kalifornia |

| 20 marca 2013 | Raport | Golden State Warriors 93 – 104 San Antonio Spurs | Golden State Warriors 93 – 104 San Antonio Spurs | Golden State Warriors 93 – 104 San Antonio Spurs |  | AT&T Center, San Antonio, Teksas |

| 15 kwietnia 2013 | Raport | San Antonio Spurs 106 – 116 Golden State Warriors | San Antonio Spurs 106 – 116 Golden State Warriors | San Antonio Spurs 106 – 116 Golden State Warriors |  | Oracle Arena, Oakland, Kalifornia |

Ostatnie spotkanie w Playoff:  Pierwsza Runda Konferencji Zachodniej 1991 (Golden State zwyciężyli 3-1).

### Finał Konferencji

#### (2) San Antonio Spurs vs. (5) Memphis Grizzlies
| 19 maja 15:30 | Raport | Memphis Grizzlies 83 – 105 San Antonio Spurs                     | Memphis Grizzlies 83 – 105 San Antonio Spurs | Memphis Grizzlies 83 – 105 San Antonio Spurs            |  | AT&T Center, San Antonio, Teksas Widownia: 18 581 Sędziowie: Dan Crawford, James Capers, Marc Davis | ABC |
| 19 maja 15:30 | Raport | Rezultaty w kwartach: 14–31, 23–20, 20–22, 26–32                 |                                              |                                                         |  | AT&T Center, San Antonio, Teksas Widownia: 18 581 Sędziowie: Dan Crawford, James Capers, Marc Davis | ABC |
| 19 maja 15:30 | Raport | Pkt: Quincy Pondexter 17 Zb: Randolph, Gasol 7 As: Mike Conley 8 |                                              | Pkt: Tony Parker 20 Zb: Tim Duncan 10 As: Tony Parker 9 |  | AT&T Center, San Antonio, Teksas Widownia: 18 581 Sędziowie: Dan Crawford, James Capers, Marc Davis | ABC |

| 21 maja 21:00 | Raport | Memphis Grizzlies 89 – 93 San Antonio Spurs                      | Memphis Grizzlies 89 – 93 San Antonio Spurs | Memphis Grizzlies 89 – 93 San Antonio Spurs                 | OT | AT&T Center, San Antonio, Teksas Widownia: 18 581 Sędziowie: Scott Foster, Bill Kennedy, Bill Spooner | ESPN |
| 21 maja 21:00 | Raport | Rezultaty w kwartach: 13–15, 15–31, 33–30, 21–9 OT: 4–8          |                                             |                                                             | OT | AT&T Center, San Antonio, Teksas Widownia: 18 581 Sędziowie: Scott Foster, Bill Kennedy, Bill Spooner | ESPN |
| 21 maja 21:00 | Raport | Pkt: Bayless, Conley 18 Zb: Zach Randolph 18 As: Conley, Gasol 4 |                                             | Pkt: Tim Duncan 17 Zb: Duncan, Leonard 9 As: Tony Parker 18 | OT | AT&T Center, San Antonio, Teksas Widownia: 18 581 Sędziowie: Scott Foster, Bill Kennedy, Bill Spooner | ESPN |

| 25 maja 21:00 | Raport | San Antonio Spurs 104 – 93 Memphis Grizzlies                            | San Antonio Spurs 104 – 93 Memphis Grizzlies | San Antonio Spurs 104 – 93 Memphis Grizzlies              | OT | FedEx Forum, Memphis, Tennessee Widownia: 18 119 Sędziowie: Joe Crawford, Ron Garretson, Derrick Stafford | ESPN |
| 25 maja 21:00 | Raport | Rezultaty w kwartach: 13–29, 27–15, 24–21, 22–21 OT: 18–7               |                                              |                                                           | OT | FedEx Forum, Memphis, Tennessee Widownia: 18 119 Sędziowie: Joe Crawford, Ron Garretson, Derrick Stafford | ESPN |
| 25 maja 21:00 | Raport | Pkt: Tony Parker 26 Zb: Kawhi Leonard 11 As: Duncan, Ginóbili, Parker 5 |                                              | Pkt: Mike Conley 20 Zb: Zach Randolph 15 As: Marc Gasol 5 | OT | FedEx Forum, Memphis, Tennessee Widownia: 18 119 Sędziowie: Joe Crawford, Ron Garretson, Derrick Stafford | ESPN |

| 27 maja 21:00 | Raport | San Antonio Spurs 93 – 86 Memphis Grizzlies                 | San Antonio Spurs 93 – 86 Memphis Grizzlies | San Antonio Spurs 93 – 86 Memphis Grizzlies                      |  | FedEx Forum, Memphis, Tennessee Widownia: 18 119 Sędziowie: Monty McCutchen, Tony Brothers, Zach Zarba | ESPN |
| 27 maja 21:00 | Raport | Rezultaty w kwartach: 24–14, 20–24, 28–28, 21–20            |                                             |                                                                  |  | FedEx Forum, Memphis, Tennessee Widownia: 18 119 Sędziowie: Monty McCutchen, Tony Brothers, Zach Zarba | ESPN |
| 27 maja 21:00 | Raport | Pkt: Tony Parker 37 Zb: Tim Duncan 8 As: Ginóbili, Parker 6 |                                             | Pkt: Quincy Pondexter 22 Zb: Allen, Randolph 8 As: Mike Conley 7 |  | FedEx Forum, Memphis, Tennessee Widownia: 18 119 Sędziowie: Monty McCutchen, Tony Brothers, Zach Zarba | ESPN |
| 27 maja 21:00 | Raport | San Antonio wygrywa serię 4-0                               |                                             |                                                                  |  | FedEx Forum, Memphis, Tennessee Widownia: 18 119 Sędziowie: Monty McCutchen, Tony Brothers, Zach Zarba | ESPN |

Wyniki w sezonie zasadniczym
| 1 grudnia 2012 | Raport | Memphis Grizzlies 95 – 99 San Antonio Spurs | Memphis Grizzlies 95 – 99 San Antonio Spurs | Memphis Grizzlies 95 – 99 San Antonio Spurs |  | AT&T Center, San Antonio, Teksas |

| 11 stycznia 2013 | Raport | San Antonio Spurs 98 – 101 Memphis Grizzlies | San Antonio Spurs 98 – 101 Memphis Grizzlies | San Antonio Spurs 98 – 101 Memphis Grizzlies |  | FedEx Forum, Memphis, Tennessee |

| 16 stycznia | Raport | Memphis Grizzlies 82 – 103 San Antonio Spurs | Memphis Grizzlies 82 – 103 San Antonio Spurs | Memphis Grizzlies 82 – 103 San Antonio Spurs |  | AT&T Center, San Antonio, Teksas |

| 1 kwietnia 2013 | Raport | San Antonio Spurs 90 – 92 Memphis Grizzlies | San Antonio Spurs 90 – 92 Memphis Grizzlies | San Antonio Spurs 90 – 92 Memphis Grizzlies |  | FedEx Forum, Memphis, Tennessee |

Ostatnie spotkanie w Playoff: Pierwsza Runda Konferencji Zachodniej 2011 (Memphis zwyciężyli 4-2).

## Finał NBA (W1) Miami Heat vs. (Z2) San Antonio Spurs
| 6 czerwca 21:00 | Raport | San Antonio Spurs 92 – 88 Miami Heat                    | San Antonio Spurs 92 – 88 Miami Heat | San Antonio Spurs 92 – 88 Miami Heat                         |  | American Airlines Arena, Miami, Floryda Widownia: 19 775 Sędziowie: Monty McCutchen, Tony Brothers, Jason Phillips | ABC |
| 6 czerwca 21:00 | Raport | Rezultaty w kwartach: 23-24, 26-28, 20-20, 23-16        |                                      |                                                              |  | American Airlines Arena, Miami, Floryda Widownia: 19 775 Sędziowie: Monty McCutchen, Tony Brothers, Jason Phillips | ABC |
| 6 czerwca 21:00 | Raport | Pkt: Tony Parker 21 Zb: Tim Duncan 14 As: Tony Parker 6 |                                      | Pkt: LeBron James 18 Zb: LeBron James 18 As: LeBron James 10 |  | American Airlines Arena, Miami, Floryda Widownia: 19 775 Sędziowie: Monty McCutchen, Tony Brothers, Jason Phillips | ABC |

| 9 czerwca 20:00 | Raport | San Antonio Spurs 84 – 103 Miami Heat                      | San Antonio Spurs 84 – 103 Miami Heat | San Antonio Spurs 84 – 103 Miami Heat                       |  | American Airlines Arena, Miami, Floryda Widownia: 19 900 Sędziowie: Joe Crawford, Ed Malloy, Ken Mauer | ABC |
| 9 czerwca 20:00 | Raport | Rezultaty w kwartach: 22–22, 23–28, 20–25, 19–28           |                                       |                                                             |  | American Airlines Arena, Miami, Floryda Widownia: 19 900 Sędziowie: Joe Crawford, Ed Malloy, Ken Mauer | ABC |
| 9 czerwca 20:00 | Raport | Pkt: Danny Green 17 Zb: Kawhi Leonard 14 As: Tony Parker 5 |                                       | Pkt: Mario Chalmers 19 Zb: Chris Bosh 10 As: LeBron James 7 |  | American Airlines Arena, Miami, Floryda Widownia: 19 900 Sędziowie: Joe Crawford, Ed Malloy, Ken Mauer | ABC |

| 11 czerwca 21:00 | Raport | Miami Heat 77 – 113 San Antonio Spurs                     | Miami Heat 77 – 113 San Antonio Spurs | Miami Heat 77 – 113 San Antonio Spurs                   |  | AT&T Center, San Antonio, Teksas Widownia: 18 581 Sędziowie: Dan Crawford, James Capers, Marc Davis | ABC |
| 11 czerwca 21:00 | Raport | Rezultaty w kwartach: 20–24, 24–26, 19–28, 14–35          |                                       |                                                         |  | AT&T Center, San Antonio, Teksas Widownia: 18 581 Sędziowie: Dan Crawford, James Capers, Marc Davis | ABC |
| 11 czerwca 21:00 | Raport | Pkt: Dwyane Wade 16 Zb: LeBron James 11 As: James, Wade 5 |                                       | Pkt: Danny Green 27 Zb: Tim Duncan 14 As: Tony Parker 8 |  | AT&T Center, San Antonio, Teksas Widownia: 18 581 Sędziowie: Dan Crawford, James Capers, Marc Davis | ABC |

| 13 czerwca 21:00 | Raport | Miami Heat 109 – 93 San Antonio Spurs                       | Miami Heat 109 – 93 San Antonio Spurs | Miami Heat 109 – 93 San Antonio Spurs                    |  | AT&T Center, San Antonio, Teksas Widownia: 18 581 Sędziowie: Scott Foster, Mike Callahan, Bill Kennedy | ABC |
| 13 czerwca 21:00 | Raport | Rezultaty w kwartach: 29–26, 20–23, 32–27, 28-17            |                                       |                                                          |  | AT&T Center, San Antonio, Teksas Widownia: 18 581 Sędziowie: Scott Foster, Mike Callahan, Bill Kennedy | ABC |
| 13 czerwca 21:00 | Raport | Pkt: LeBron James 33 Zb: Chris Bosh 13 As: Mario Chalmers 5 |                                       | Pkt: Tim Duncan 20 Zb: Kawhi Leonard 7 As: Tony Parker 9 |  | AT&T Center, San Antonio, Teksas Widownia: 18 581 Sędziowie: Scott Foster, Mike Callahan, Bill Kennedy | ABC |

| 16 czerwca 20:00 | Raport | Miami Heat 104 – 114 San Antonio Spurs                     | Miami Heat 104 – 114 San Antonio Spurs | Miami Heat 104 – 114 San Antonio Spurs                     |  | AT&T Center, San Antonio, Teksas Widownia: 18 581 Sędziowie: Monty McCutchen, Tony Brothers, Ed Malloy | ABC |
| 16 czerwca 20:00 | Raport | Rezultaty w kwartach: 19–32, 33–29, 23–26, 29–27           |                                        |                                                            |  | AT&T Center, San Antonio, Teksas Widownia: 18 581 Sędziowie: Monty McCutchen, Tony Brothers, Ed Malloy | ABC |
| 16 czerwca 20:00 | Raport | Pkt: James, Wade, 25 Zb: James, Bosh, 6 As: Dwyane Wade 10 |                                        | Pkt: Tony Parker 26 Zb: Tim Duncan 12 As: Manu Ginóbili 10 |  | AT&T Center, San Antonio, Teksas Widownia: 18 581 Sędziowie: Monty McCutchen, Tony Brothers, Ed Malloy | ABC |

| 18 czerwca 21:00 | Raport | San Antonio Spurs 100 – 103 Miami Heat                   | San Antonio Spurs 100 – 103 Miami Heat | San Antonio Spurs 100 – 103 Miami Heat                     | OT | American Airlines Arena, Miami, Floryda Widownia: 19 900 Sędziowie: Joe Crawford, Mike Callahan, Ken Mauer | ABC |
| 18 czerwca 21:00 | Raport | Rezultaty w kwartach: 25–27, 25–17, 25–21, 20–30 OT: 5–8 |                                        |                                                            | OT | American Airlines Arena, Miami, Floryda Widownia: 19 900 Sędziowie: Joe Crawford, Mike Callahan, Ken Mauer | ABC |
| 18 czerwca 21:00 | Raport | Pkt: Tim Duncan 30 Zb: Tim Duncan 8 As: Tony Parker 8    |                                        | Pkt: LeBron James 32 Zb: Chris Bosh 11 As: LeBron James 11 | OT | American Airlines Arena, Miami, Floryda Widownia: 19 900 Sędziowie: Joe Crawford, Mike Callahan, Ken Mauer | ABC |

| 20 czerwca 21:00 | Raport | San Antonio Spurs 88 – 95 Miami Heat                        | San Antonio Spurs 88 – 95 Miami Heat | San Antonio Spurs 88 – 95 Miami Heat                        |  | American Airlines Arena, Miami, Floryda Widownia: 19 900 Sędziowie: Dan Crawford, Scott Foster, Monty McCutchen | ABC |
| 20 czerwca 21:00 | Raport | Rezultaty w kwartach: 16–18, 28–28, 27–26, 17–23            |                                      |                                                             |  | American Airlines Arena, Miami, Floryda Widownia: 19 900 Sędziowie: Dan Crawford, Scott Foster, Monty McCutchen | ABC |
| 20 czerwca 21:00 | Raport | Pkt: Tim Duncan 24 Zb: Kawhi Leonard 16 As: Manu Ginóbili 5 |                                      | Pkt: LeBron James 37 Zb: LeBron James 12 As: Allen, James 4 |  | American Airlines Arena, Miami, Floryda Widownia: 19 900 Sędziowie: Dan Crawford, Scott Foster, Monty McCutchen | ABC |
| 20 czerwca 21:00 | Raport | Miami Heat wygrawa serię 4-3 i zostaje mistrzem NBA         |                                      |                                                             |  | American Airlines Arena, Miami, Floryda Widownia: 19 900 Sędziowie: Dan Crawford, Scott Foster, Monty McCutchen | ABC |

Wyniki w sezonie zasadniczym
| 29 listopada 2012 | Raport | San Antonio Spurs 100 – 105 Miami Heat | San Antonio Spurs 100 – 105 Miami Heat | San Antonio Spurs 100 – 105 Miami Heat |  | American Airlines Arena, Miami, Floryda |

| 31 marca 2013 | Raport | Miami Heat 88 – 86 San Antonio Spurs | Miami Heat 88 – 86 San Antonio Spurs | Miami Heat 88 – 86 San Antonio Spurs |  | AT&T Center, San Antonio, Teksas |

Ostatnie spotkanie w Playoff: Pierwsze spotkanie pomiędzy Heat i San Antonio w finale NBA.

## Statystyki
| Kategoria           | Najwyższy rezultat | Najwyższy rezultat    | Najwyższy rezultat | Średnia                 | Średnia                             | Średnia | Średnia       |
| Kategoria           | Zawodnik           | Drużyna               | Razem              | Zawodnik                | Drużyna                             | Średnia | Liczba meczów |
| ------------------- | ------------------ | --------------------- | ------------------ | ----------------------- | ----------------------------------- | ------- | ------------- |
| Punkty              | Stephen Curry      | Golden State Warriors | 44                 | Kevin Durant            | Oklahoma City Thunder               | 30.8    | 11            |
| Zbiórki             | Andrew Bogut       | Golden State Warriors | 21                 | Kevin Garnett           | Boston Celtics                      | 13.7    | 6             |
| Asysty              | Tony Parker        | San Antonio Spurs     | 18                 | Deron Williams          | Brooklyn Nets                       | 8.4     | 7             |
| Przechwyty          | Dwyane Wade        | Miami Heat            | 6                  | Monta Ellis             | Milwaukee Bucks                     | 2.5     | 4             |
| Bloki               | Brook Lopez        | Brooklyn Nets         | 7                  | Brook Lopez Serge Ibaka | Brooklyn Nets Oklahoma City Thunder | 3.0     | 7 11          |
| Rzut za trzy punkty | Klay Thompson      | Golden State Warriors | 8                  | Stephen Curry           | Golden State Warriors               | 3.5     | 12            |